# ノーズアート

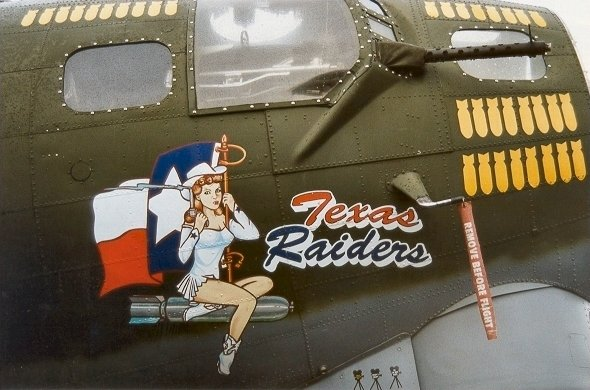
アメリカ陸軍（アメリカ陸軍航空軍）のB-17Gに描かれたノーズアート（「Texas Raiders」）

ノーズアート（英語:Nose Art）とは、航空機（主に軍用機）の機体に描かれたさまざまな絵画、機体の愛称などを指す。主に機首（ノーズ）に描かれることが多いが、胴体中央・後部や垂直尾翼など機首以外の場所に描かれる場合もあり、これらも含めて広義的にノーズアートとみなされる。イベントなどに際して施される特別塗装の場合と、常時描かれている場合とがある。本来、軍用機に派手なノーズアートを施すことは敵の視認性を高めることになるが、搭乗員の士気を鼓舞する目的でいわば黙認されていたということが実情である。

## 概要

### ノーズアートの登場

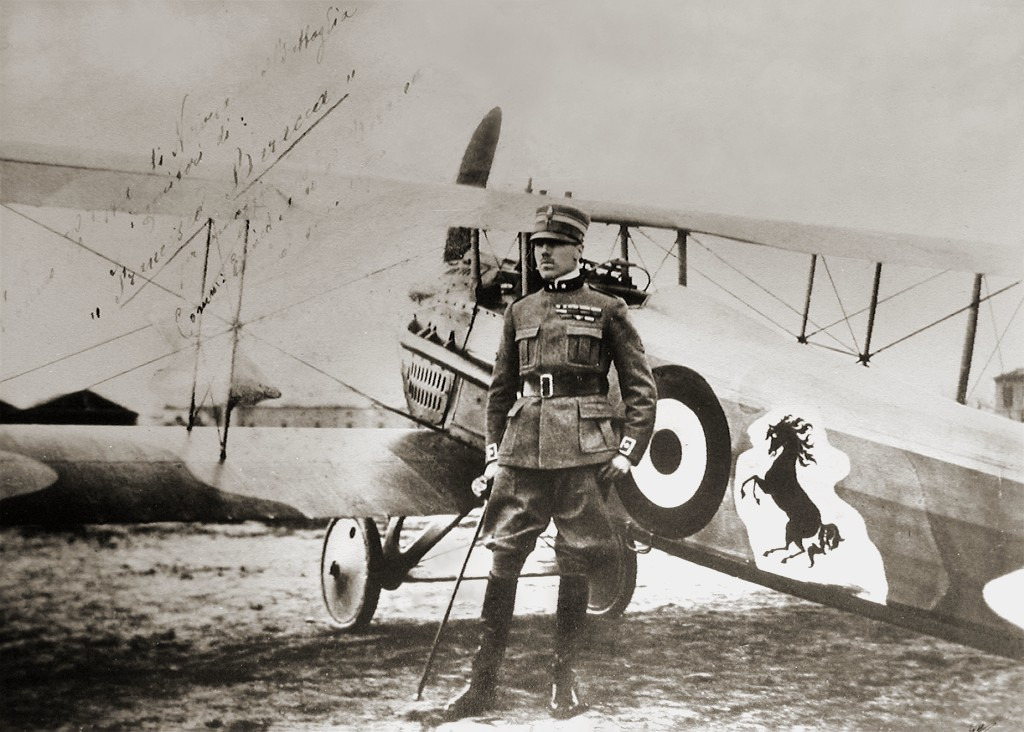
航空機にパーソナルマークを施した初期の例。イタリア空軍のS.XIIIの前に立つのはパイロットのフランチェスコ・バラッカ。貴族出身のエースパイロット

いつ頃からこういったものが描かれるようになったかは定かではないが、第一次世界大戦の航空機にも絵や文字装飾などが描かれた機体が多数存在した。当時は貴族出身のパイロットも少なくなく、そうした装飾は中世・近世の幟や紋章、甲冑のように、その個人的ステータスや所属部隊を示す記号として使用された。代表的なものとして、乗機のフォッカーDr.Iを真紅に塗ったレッド・バロンこと、マンフレート・フォン・リヒトホーフェンが存在した。当時は、陣営にこだわらずヨーロッパ各国の機体でそのような観点に基づくノーズアートが見られた。
世界大戦が終結すると、そうした派手な装飾は軍隊からほとんど姿を消した。ソビエト連邦は例外で、多くの機体に共産党のスローガンやプロパガンダを書き込んだ。また、設計者や設計局の名称、部隊名称を飾り文字で書いたものも多く見られた。ただし、戦間期のソ連では紋章などを除いて絵画調のノーズアートは見られなかった。

### 発展と衰退、撃墜マーク

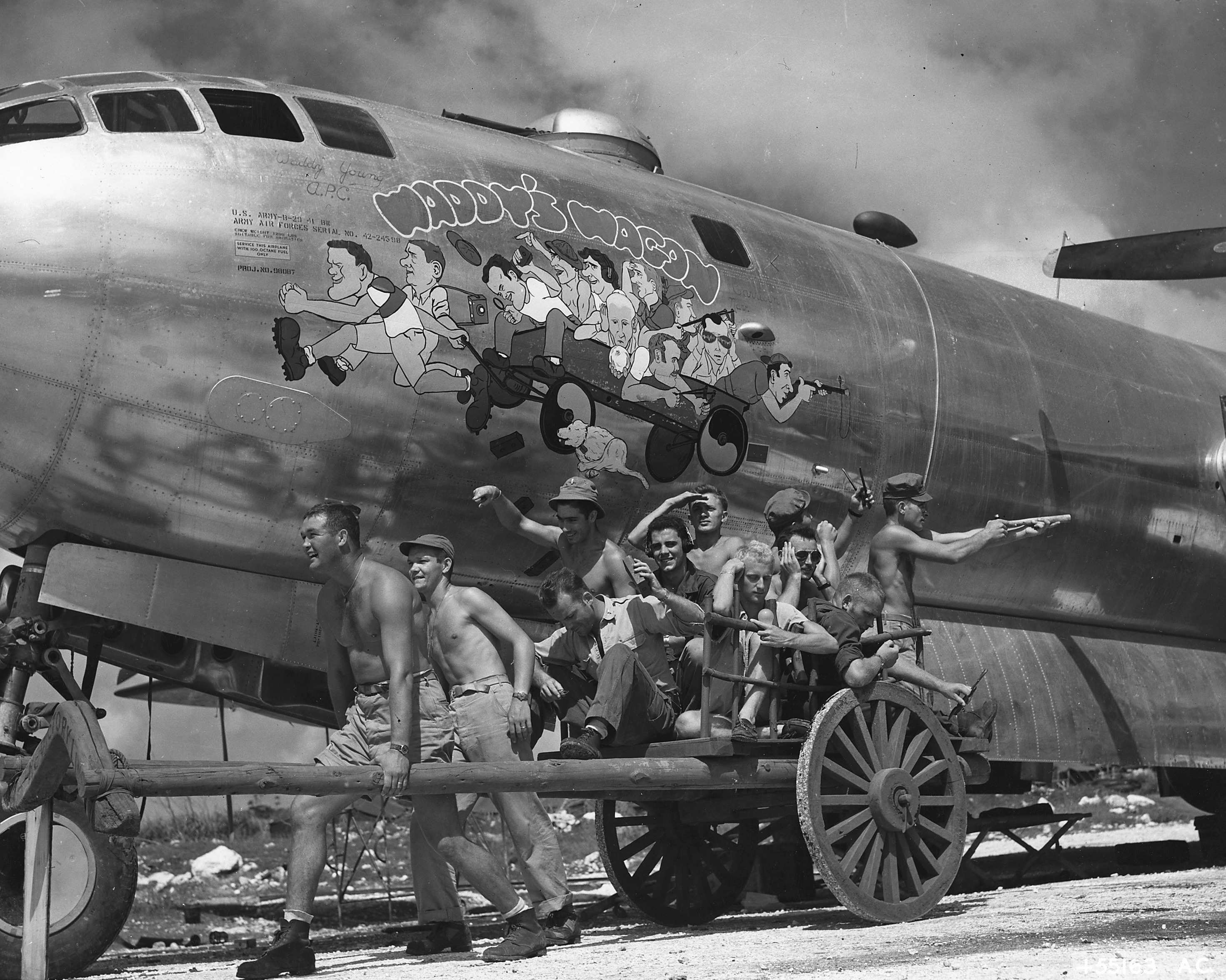
ノーズアートを描いたアメリカ陸軍航空軍のB-29「Waddy's Wagon」号と、その絵を再現する乗員たち

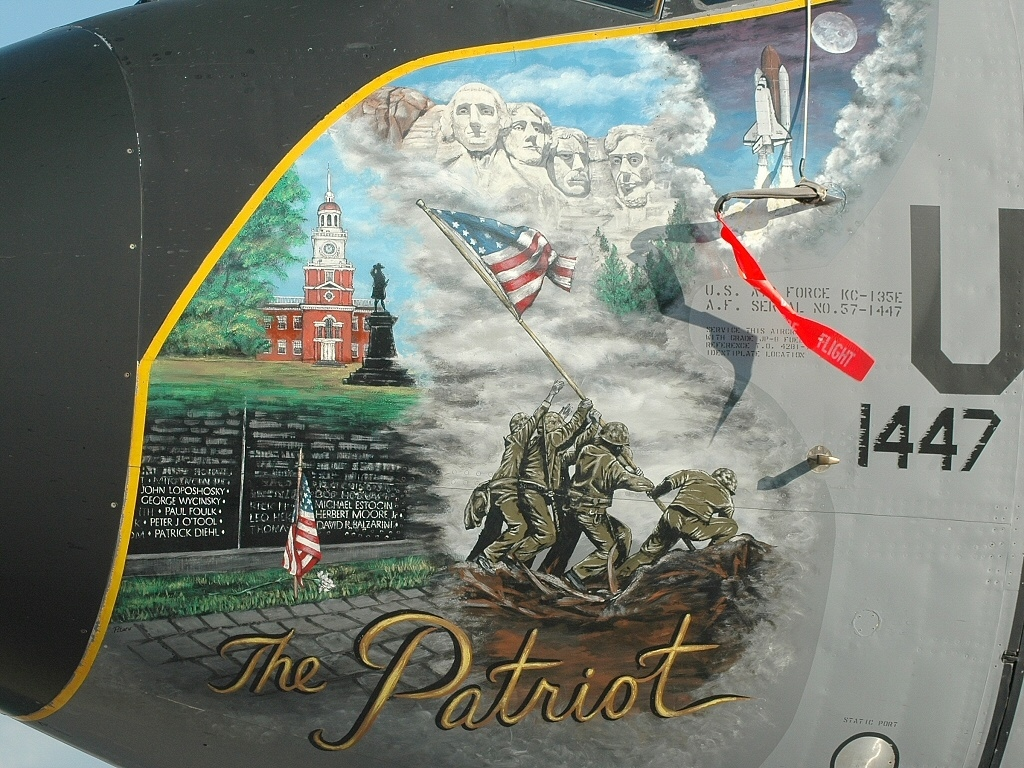
アメリカ空軍のKC-135Eに描かれたノーズアート（「The Patriot」）

アメリカ合衆国は、多くのノーズアートを生み出した国として後世に知られることとなった。アメリカ空軍（アメリカ陸軍航空軍）機のノーズアートの場合、1機につき1人の乗員（または1組のクルー）という運用体制が確立しており、乗員や整備員たちが機体への愛着心・士気や戦意高揚を表すといったような理由から描かれることが多い。第二次世界大戦中の日本は米軍の機体のノーズアートを、敵の戦意のなさや不真面目さと誤解した。
ノーズアートの描画は軍命令ではないが（機体記号や所属部隊マークなどは除く）、事実上黙認されていた。アメリカ陸軍航空軍では、新しい機体が就役してクルーが着任すると、整備兵に100ドルを払って描いてもらうという習慣があった。第二次世界大戦中には、女性の裸身などの過激なアートも多数描かれていたが、女性の入隊も増えてきたことやフェミニズム運動の発展とも関連し、女性団体や宗教団体などから激しい批判を浴び、猛烈な抗議活動が巻き起こったこともある。そのため、ノーズアートを消すか、もしくは露出を抑えた無難な絵に描き直すよう全軍に命令が下ったこともある。しかし、ベトナム戦争では戦局が悪化するにつれ、さらに過激な絵柄が好んで描かれるようになった。そのため、戦後にはそうしたノーズアートは姿を消した。
アートの種類としては、前出の女性の裸身（ピンナップガール）のほか、機首をサメに見立てて口や牙・目を書き込む「シャークマウス」（シャークティース）、ディズニーや当時人気のあった漫画（カートゥーン）・アニメのキャラクター、ウサギ・ワシ・イヌといった動物、死神のような想像上の存在、機体愛称にちなんだ独自のものなど、それこそ多種多様である。また、戦時中の場合は敵国への嘲笑や差別を含んだ内容のものが描かれることも多い（「ストレートフラッシュ」など）。朝鮮戦争の際に敵機が竜を描いていたのを真似て、自機にドラゴンを描いた例もある。
戦闘機パイロットは自身の撃墜数を誇示するため、撃墜した相手の国籍マークを機首の横に並べるキルマーク（ビクトリーマーキング、撃墜マーク）という習慣があり、ノーズアートがほぼ姿を消した現代でも続けられている。

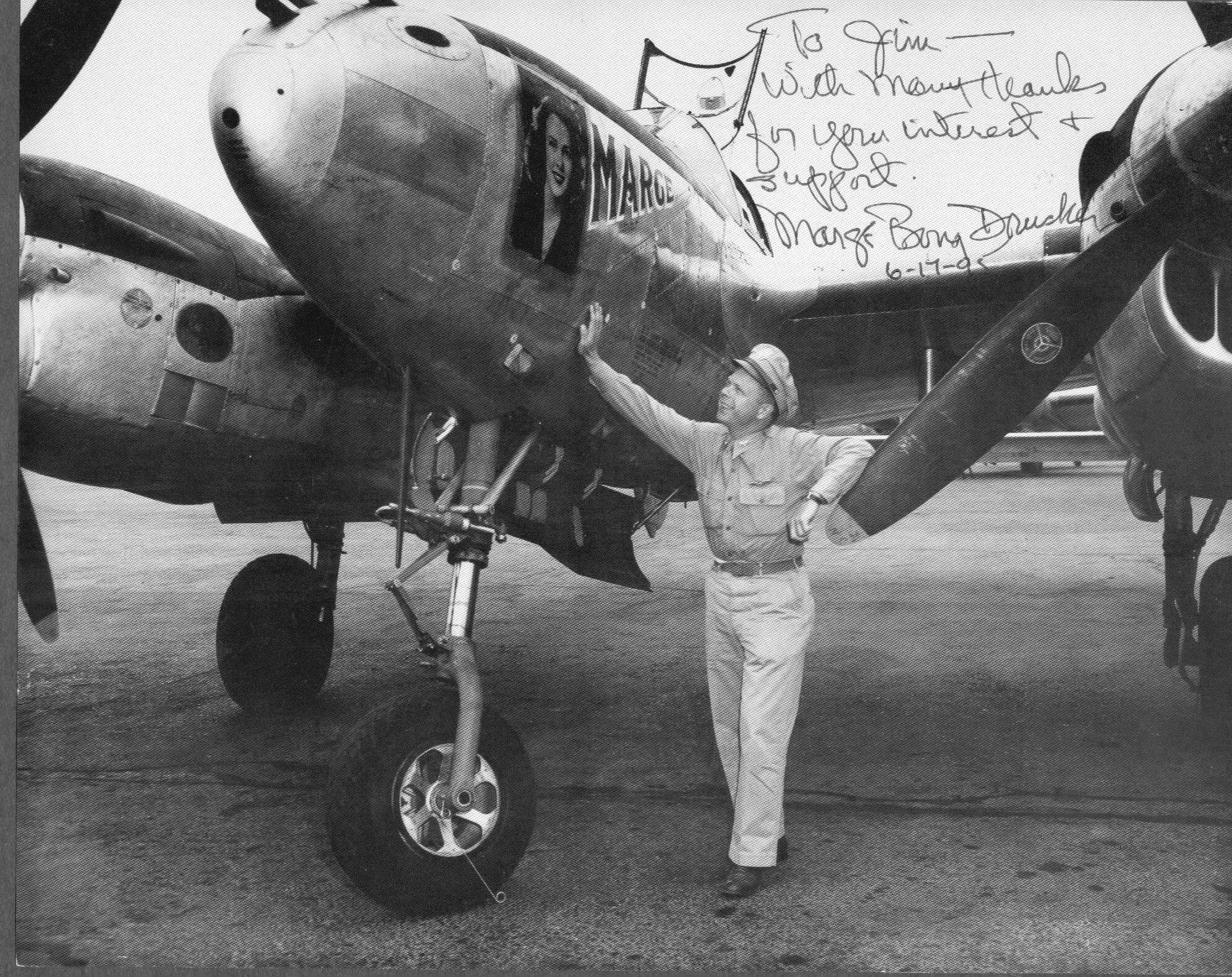
婚約者の顔写真と、名前の「Marge（マージ）」を描いた全軍トップ・エースのリチャード・ボングのP-38
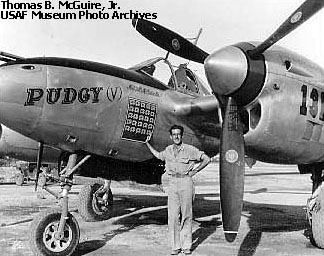
「PUDGY」の文字を描いた第二位エースのトーマス・マクガイアのP-38
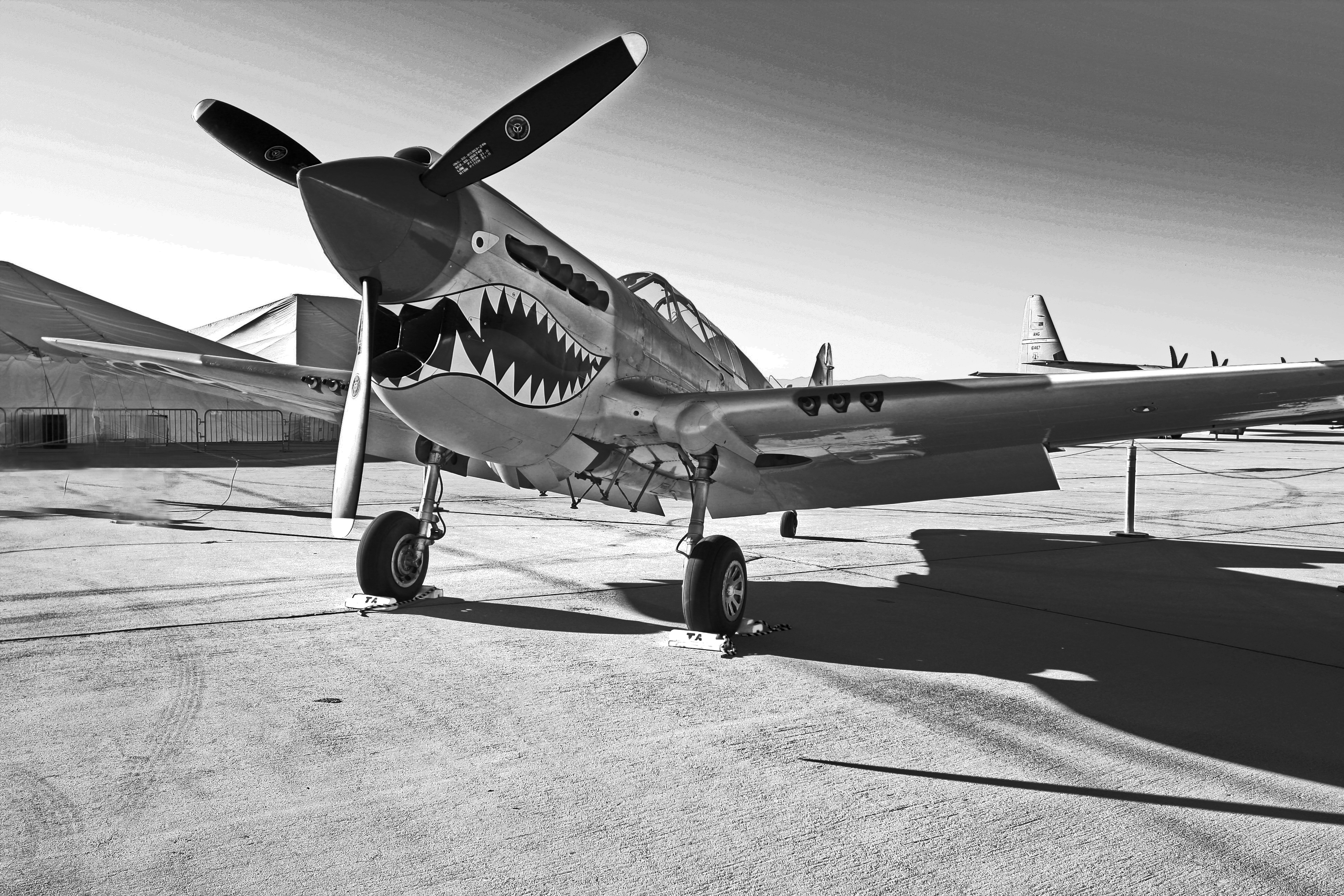
シャークマウスを描いたフライング・タイガースのP-40
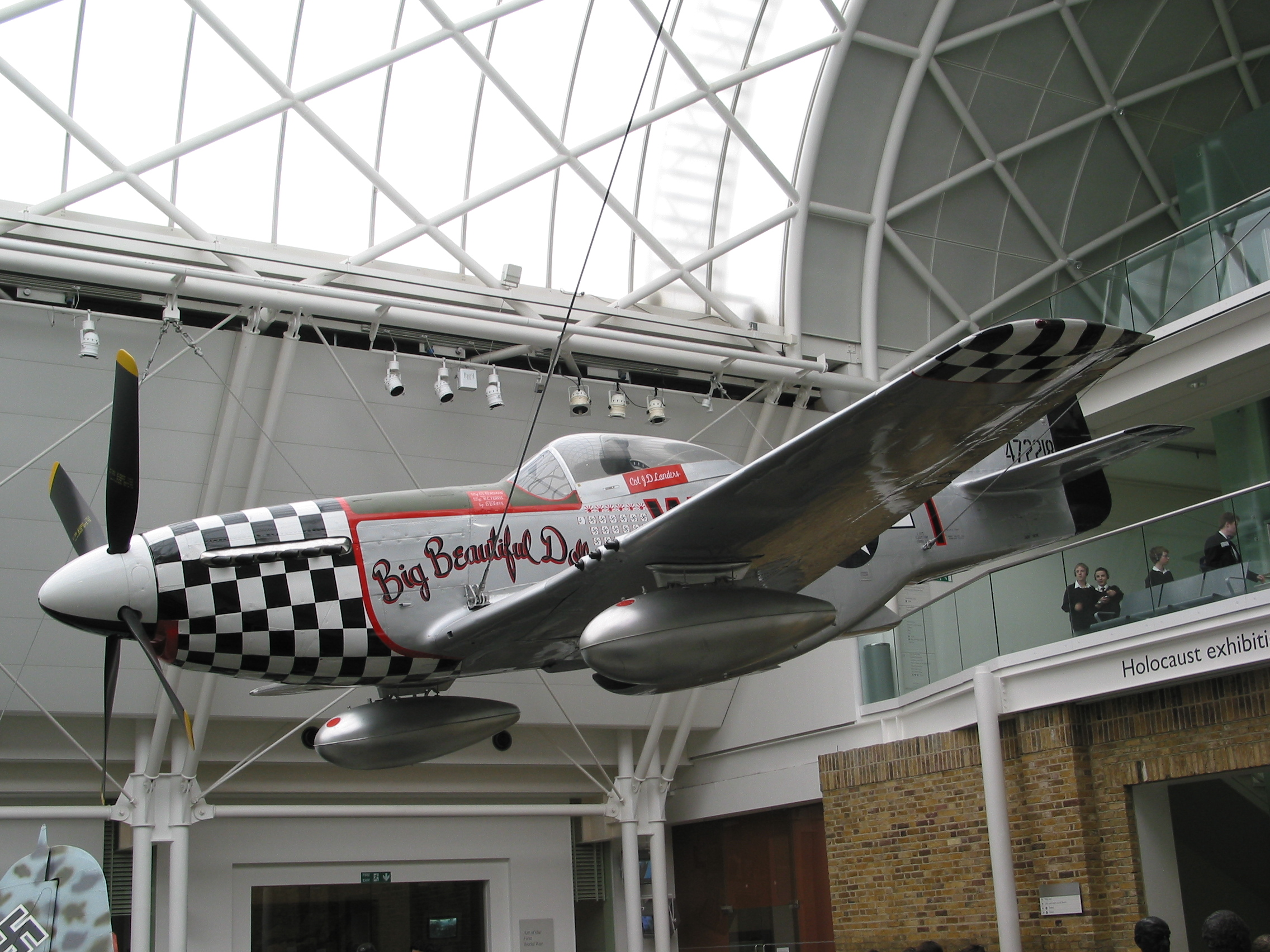
ノーズアートを描いたP-51（「ビッグ・ビューティフル・ドール」）
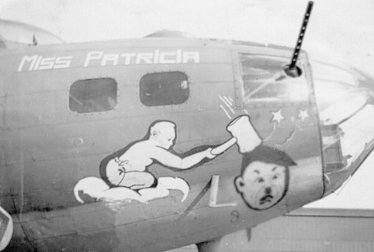
アドルフ・ヒトラーを揶揄したノーズアートを描いたB-17（「ミス・パトリシア」）
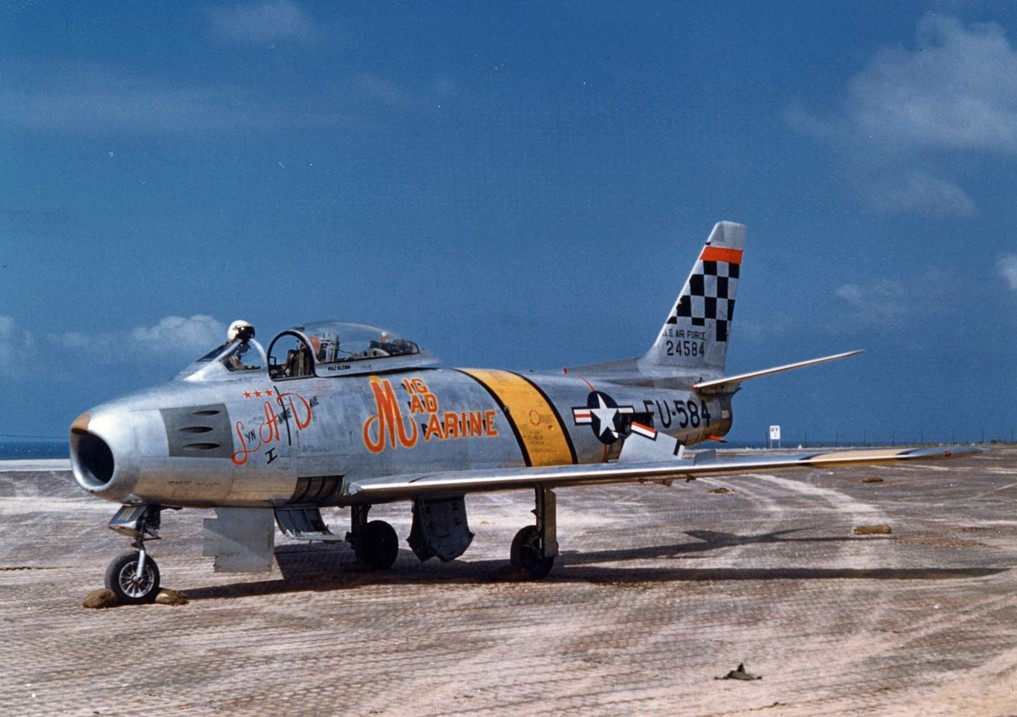
朝鮮戦争時にMiG-15戦闘機と死闘を繰り広げたアメリカのF-86（「ミグ・マッド・マリーン」）
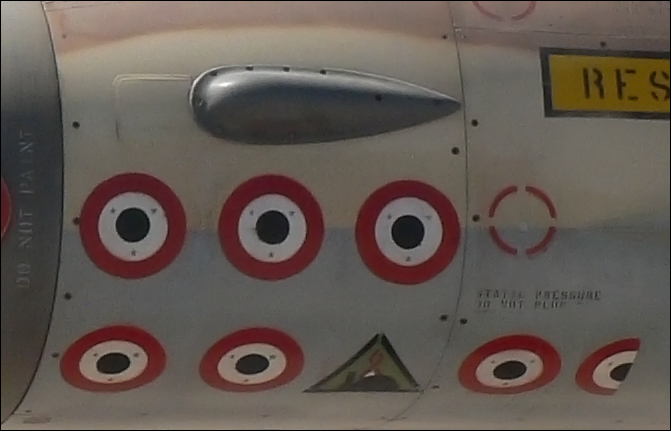
6.5機のシリア軍機の撃墜とイラクの原子炉を破壊したことを示すF-16のキルマーク（イスラエル航空宇宙軍所属）

ルーマニア空軍のようにアメリカ軍と戦った国の機体が、ミッキーマウスのノーズアートを描いていたことも知られている。

## 日本軍

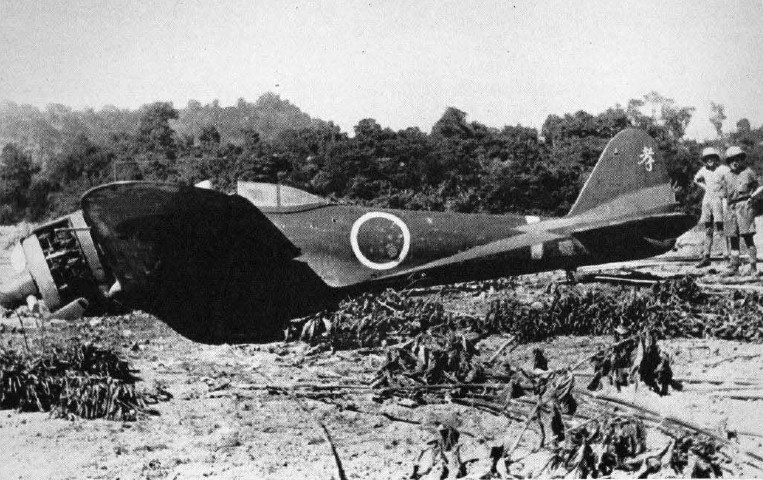
胴体側面に部隊マークとして大きく「電光（稲妻）」の絵を、また尾翼に操縦者（第2中隊小谷川親陸軍曹長）考案の搭乗機愛称として「孝」の文字を描いた、飛行第50戦隊の一式戦「隼」

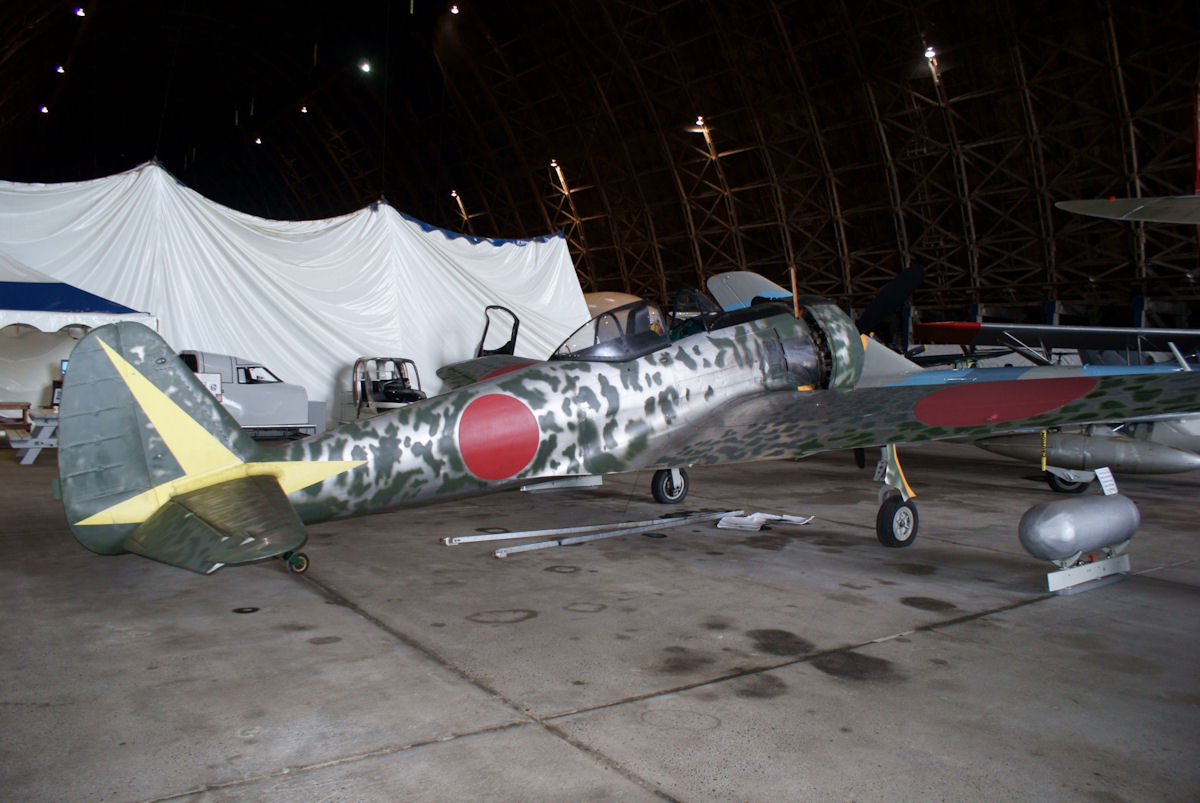
胴体後部および尾翼に大きく「折鶴」を意匠化した絵を描いた飛行第54戦隊の一式戦「隼」（再生機）

帝国陸軍の航空部隊（陸軍航空部隊）において、飛行戦隊や独立飛行中隊といった各飛行部隊および、航空機を有する各官衙・飛行学校は独自考案の部隊マークを機体に描いていた。中には派手で個性的な意匠も多く、そのためこれらのマークはノーズアートに相当するものであった。
部隊マークの多くは隊号（部隊の数字）を個性的に図案化したもののほか、稲妻・電光、矢印、帯・ストライプを描いたものが多かったが、中には動物を描いた部隊もあり、独立飛行第18中隊は装備の九七司偵・一〇〇式司偵「新司偵」の尾翼に「写実的な天駆ける虎」、独立飛行第17中隊は一〇〇式司偵「新司偵」の尾翼に「片翼を広げた八咫烏」、独立飛行第101中隊は九七司偵の尾翼に「飛翔する燕」、一時期の飛行第64戦隊は九七戦の胴体に「赤鷲」の絵を描いていた。マークの意匠は多種多様であり、一例として地名の「明」野（伊勢市）と伊勢神宮の「八咫鏡」を意匠化した明野陸軍飛行学校や、「折鶴」を意匠化したものを大きく描いた飛行第54戦隊など特に風雅なものがある。
陸軍特別攻撃隊においても部隊マークの伝統は変わらず、一例として第58振武隊は四式戦「疾風」の尾翼に「髑髏（ドクロ）」を、富嶽隊（富嶽飛行隊）は「富士山（富嶽）」と「稲妻」を図案化したものを、勤皇隊（勤皇飛行隊）は「翼の生えた爆弾」を描いている。さらに二式複戦「屠龍」を装備する飛行第53戦隊内の震天隊（特別編成の空対空特攻隊）は、（第53戦隊の部隊マークとは別に）胴体側面に「鏑矢」の絵を、三式戦「飛燕」装備の飛行第244戦隊内の震天隊は垂直尾翼を赤色に塗装・描画することで特攻隊の意気込みを強調していた。さらに特攻隊員の場合、生前より「神鷲の若鷲」と謳われ任務の特殊性ゆえに待遇も良く、「戦地気分」と称される少々の素行の悪さも黙認されまた防空戦に従事している実戦部隊と異なり日常に余裕もあることから、特に第57、第182、第185、第186振武隊の四式戦「疾風」を筆頭に、極めて派手な部隊マークやパーソナルマークを描いた者も一定数存在している。
狭義のノーズアートとしては、飛行第59戦隊のエース・パイロットである広畑富男陸軍准尉が、ニューギニア航空戦従軍当時に愛機の一式戦「隼」胴体側面中央寄りに「飛翔する鳥」を描いており、飛行第50戦隊では部隊マーク（「電光（稲妻）」）とは別に各操縦者が考案した愛称を搭乗機に記入していた（穴吹智陸軍曹長）の「吹雪」や「君風」など）。
このほか、太平洋戦争緒戦の蘭印作戦にて帝国陸軍がジャワ島で鹵獲したアメリカ陸軍航空軍のB-17E爆撃機の機首に、当時陸軍軍属の報道班員として現地に従軍中であった漫画家横山隆一が自身の漫画キャラクター『フクチャン』の絵（日章旗を担いで爆弾に片足立ち）を描き好評を博したエピソードがある。

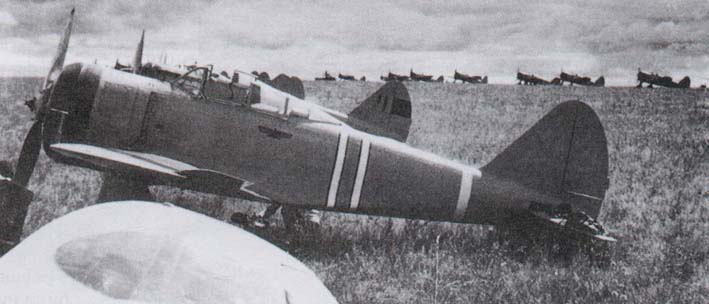
操縦席下部に赤鷲を描いた飛行第64戦隊の九七戦
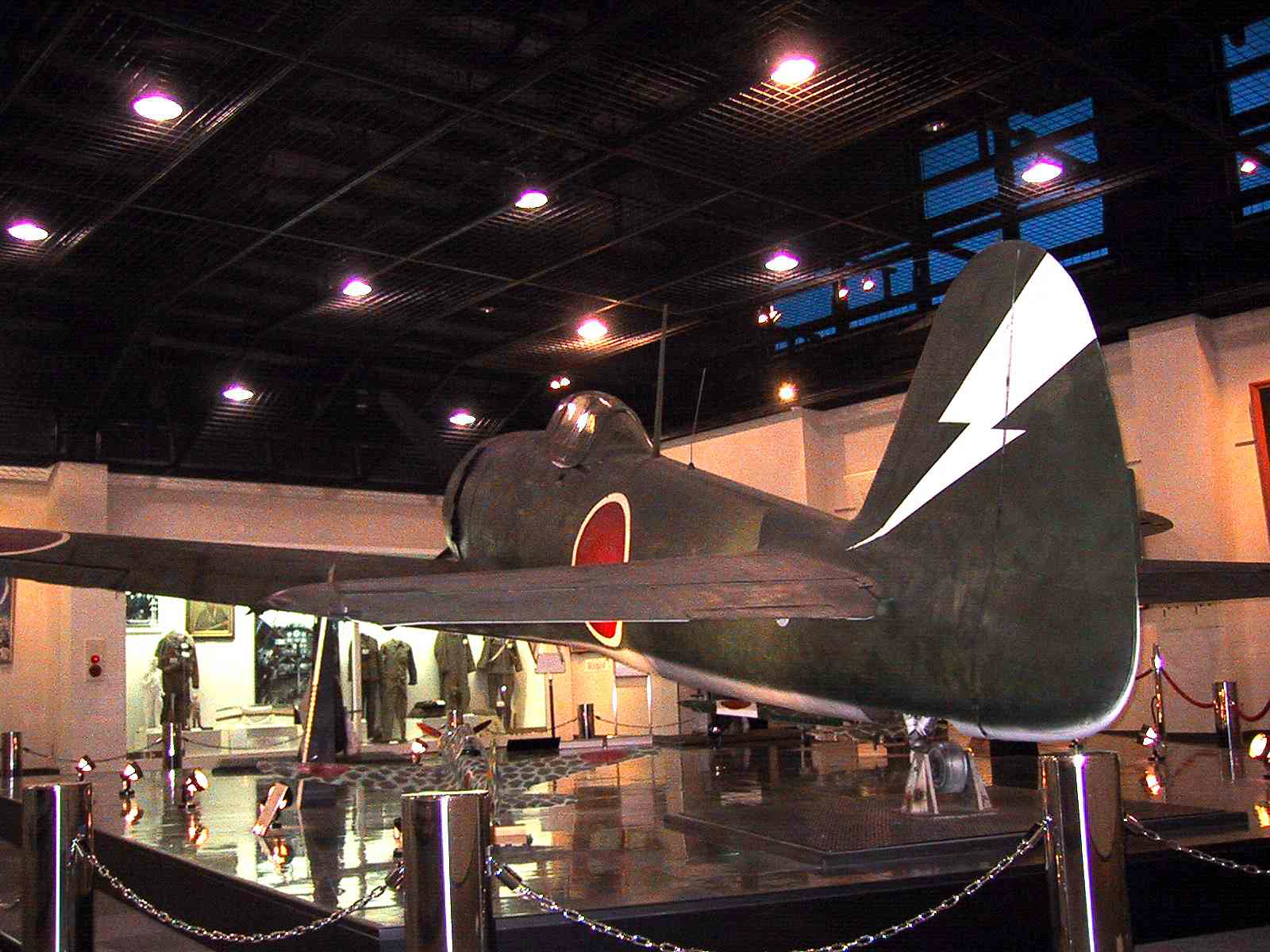
尾翼に「稲妻（電光）」を描いた飛行第11戦隊の四式戦「疾風」。第11戦隊はそのマークから「稲妻部隊」と謳われていた
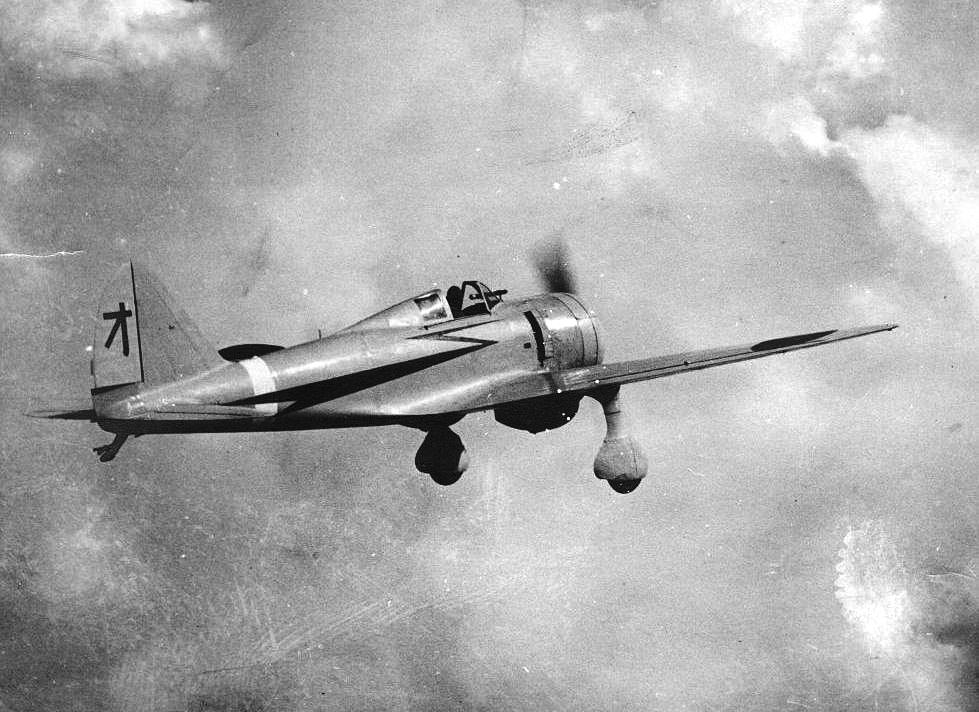
胴体側面に大きく電光を描いた飛行第59戦隊の九七戦
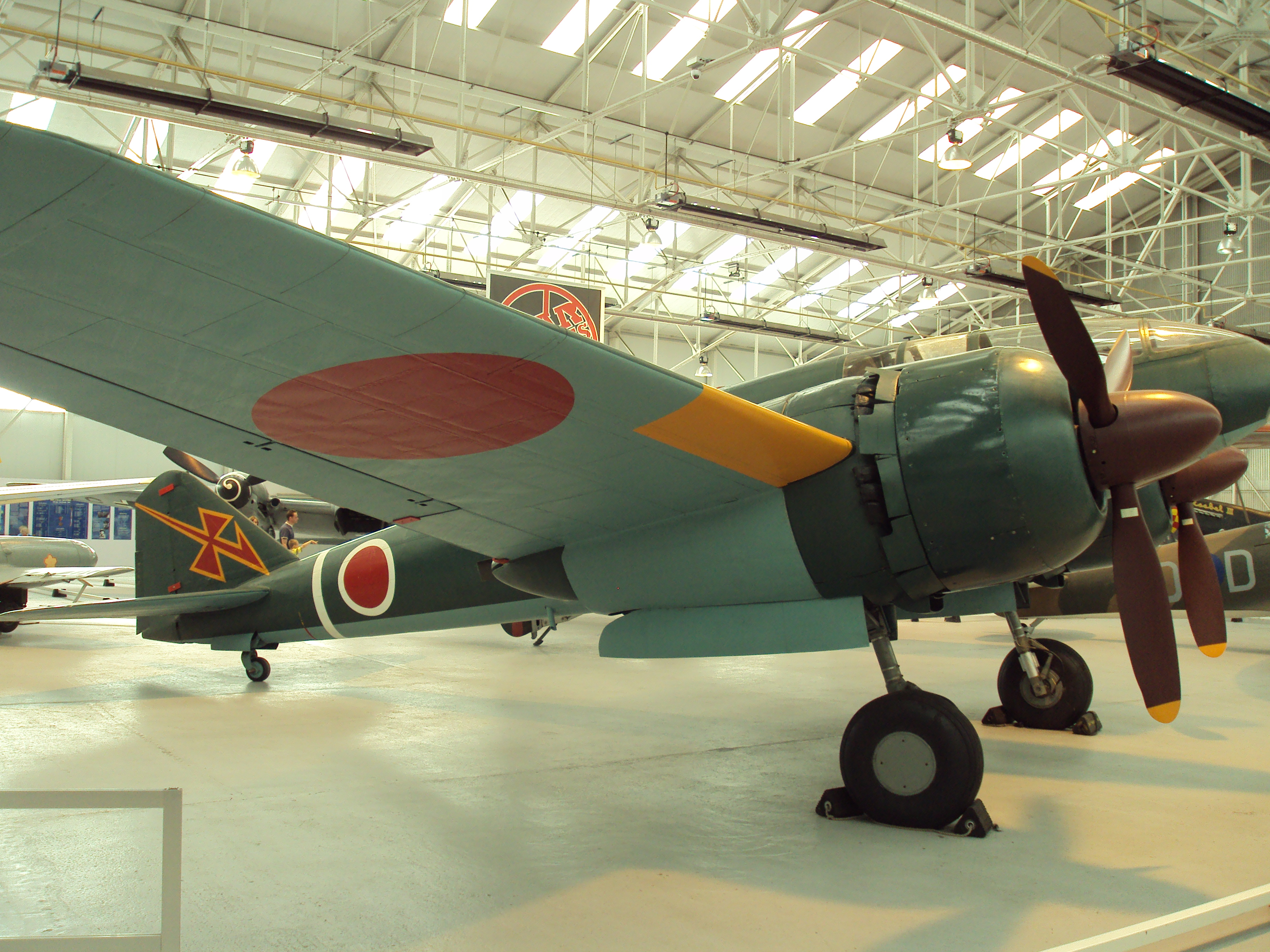
隊号「81」を図案化したものを尾翼に描いた飛行第81戦隊の一〇〇式司偵「新司偵」
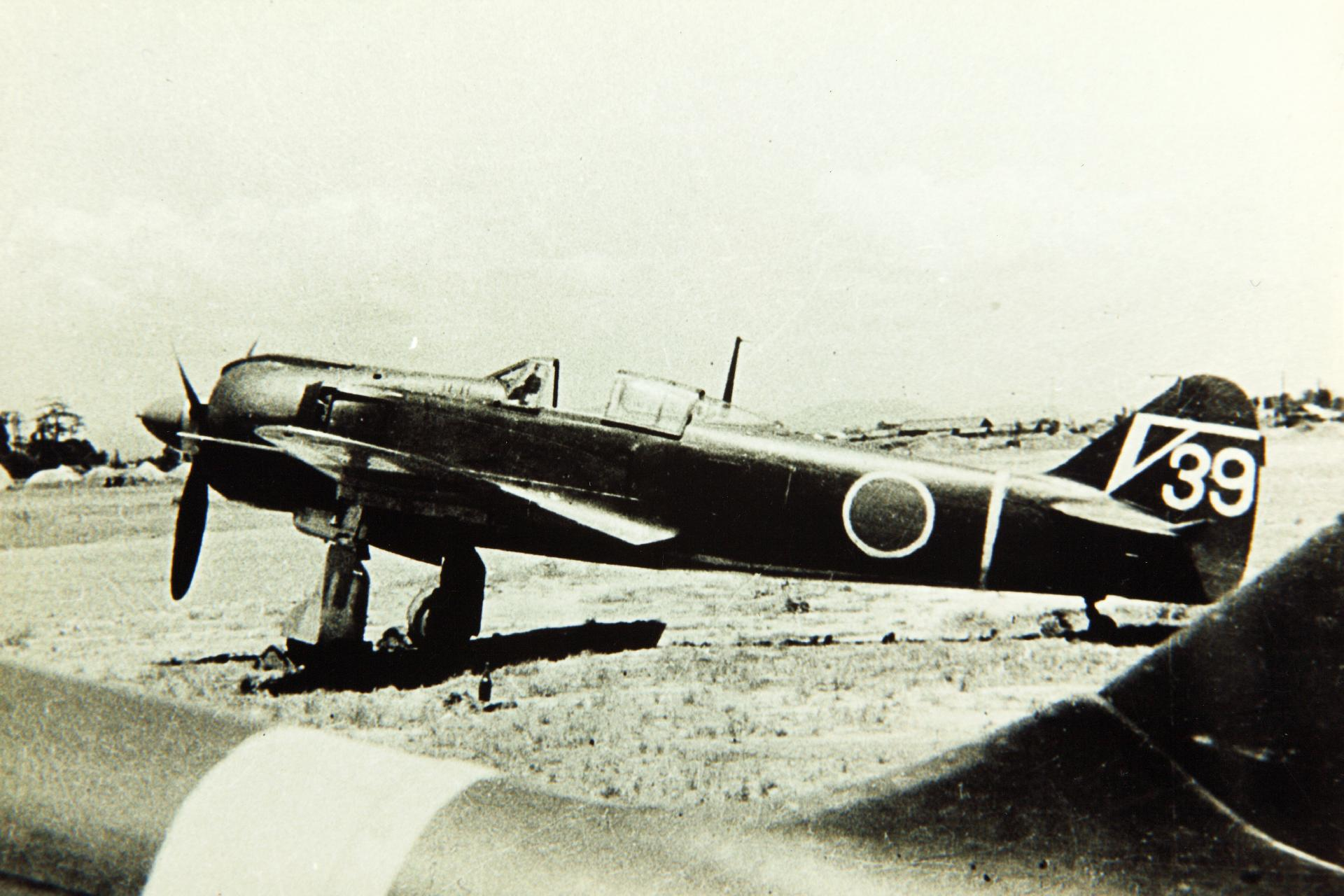
隊号「5」をローマ数字の「V」になぞらえ図案化し尾翼に描いた飛行第5戦隊の五式戦
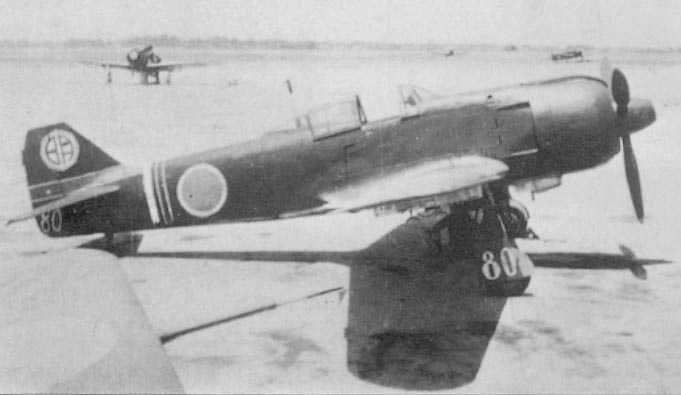
「明」と「八咫鏡」を図案化したものを尾翼に描いた飛行第111戦隊（明野教導飛行師団にて編成）の五式戦
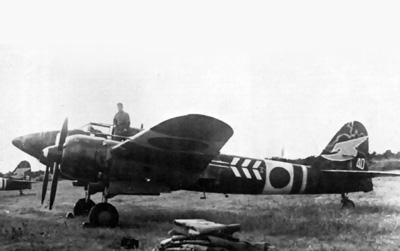
機体側面に大きく鏑矢を描いた飛行第53戦隊震天隊の二式複戦「屠龍」
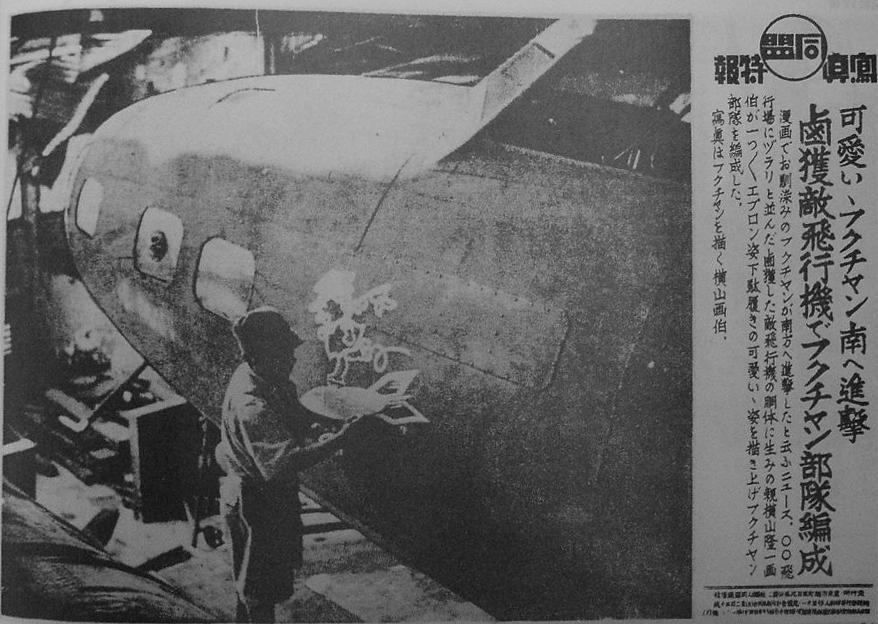
鹵獲B-17Eの機首に『フクチャン』を描く横山隆一

なお、海軍航空部隊は極めて簡素かつ地味な識別記号の表記（片仮名・漢字・英字・数字等の組合せ）をもって所属を表しており、ごくわずかな例外を除き陸軍航空部隊における部隊マークに相当する自由で瀟洒な文化は存在しない。

## 現代のノーズアート事情

### 旧西側諸国
現代の軍用機の場合、ロービジビリティ（低視認性）の重視により描かれることは少なくなってきている傾向にある。
自衛隊においては、競技会時限定や何らかのイベントの際に描かれることはあるが、普段は部隊マークを除きこのような塗装は禁止されている。航空自衛隊の戦競参加機の中には第204飛行隊のミスティックイーグルのように漫画家がデザインしたイラストを記載したものも存在する。また、第501飛行隊のRF-4は、機首部にシャークマウスと呼ばれるサメの顔の絵を施している。
ドイツ連邦空軍のように機体全面の塗装の恒常化やデザイン面でやり過ぎが原因となって一般公開での展示が出来なくなった例も存在する。尚、ヨーロッパ各国で見られる機体全面に複雑なデザインの塗装が施されたものは、多くの場合大型のプリンターで出力されたフィルムを貼り付けることが多いと言われている。
アメリカ空軍は灰色単色のロービジ塗装を基本としているが、A-10など本土に配備された機体の一部にはシャークマウスが描かれている。
アメリカ海軍の場合1980年代以降原則としてロービジ塗装が基本的な塗装であるが、90年代中頃からCAG機/CO機に指定された機体にカラフルなマーキングを施している。CVW-5所属機の大規模な塗装が本土の部隊への波及、F-14の退役とF/A-18E(F)導入時の暴走により、塗装の規制（原色のマーキングはCAG機のみ、指定色以外で動翼の塗装禁止など）が厳しくなってきている。80年代から部隊の員数外装備として保有している車両（バンやバス）や隊員の私物の車両に所属部隊のマーキングや航空機を模した塗装を施した車両も存在するが、マザートロフィー争奪戦の一環なのか他の部隊の隊員によりイタズラされた例も存在する。この種のイタズラはアメリカ海軍の伝統となっているためか、アメリカ軍の空母にイギリス海軍のF-4Kが着艦した際に、国籍標識をイギリスのものからアメリカ陸軍航空隊のものに、「ROYAL NAVY」（王室海軍）を「COLONIAL NAVY」（植民地海軍）に書き換えるといった事件や、本土の基地からVF-154に補充されたF-14の他の部隊の部隊章を白い塗料で塗りつぶす光景が公開されたことがある。

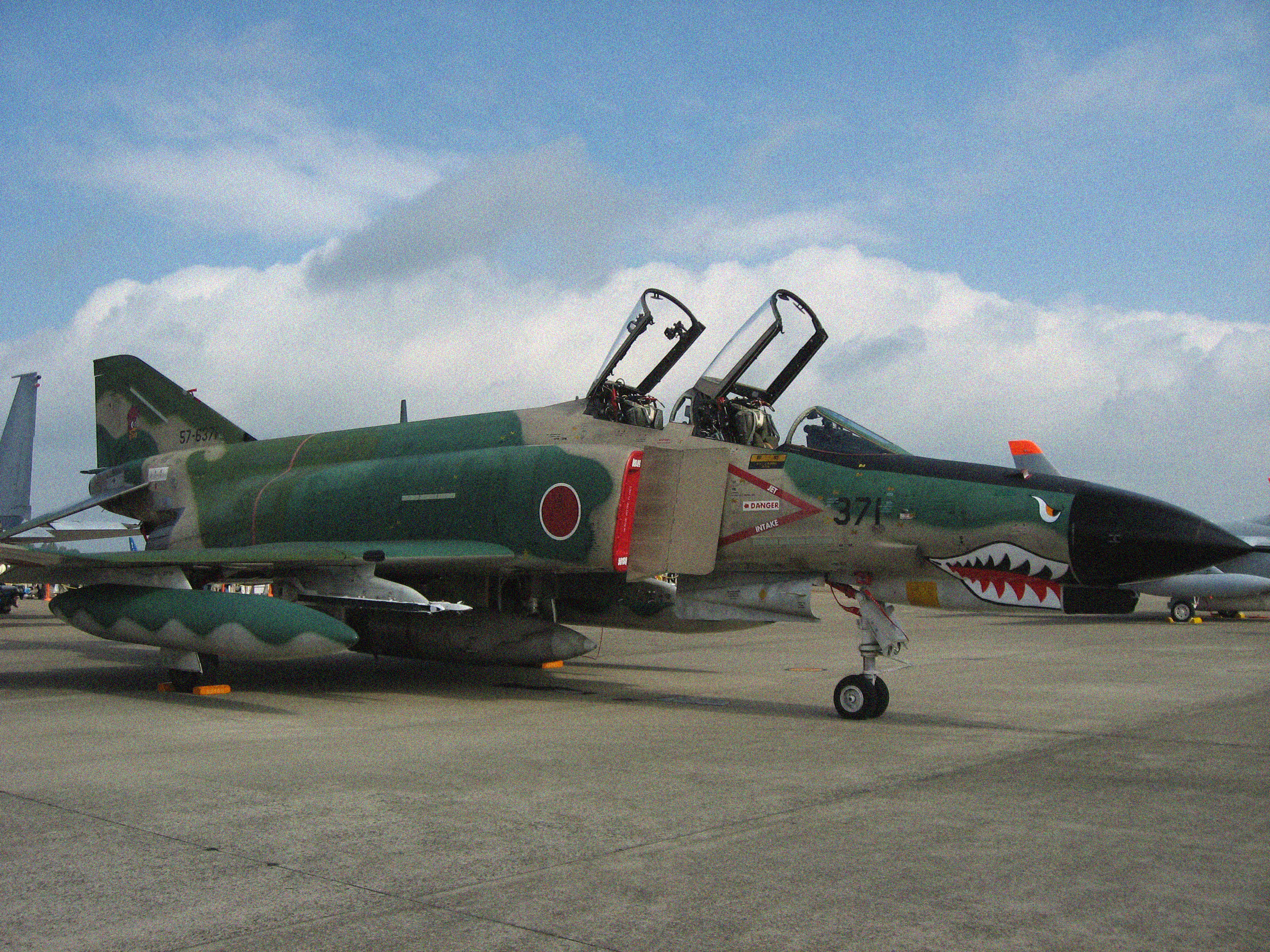
航空自衛隊RF-4のシャークマウス
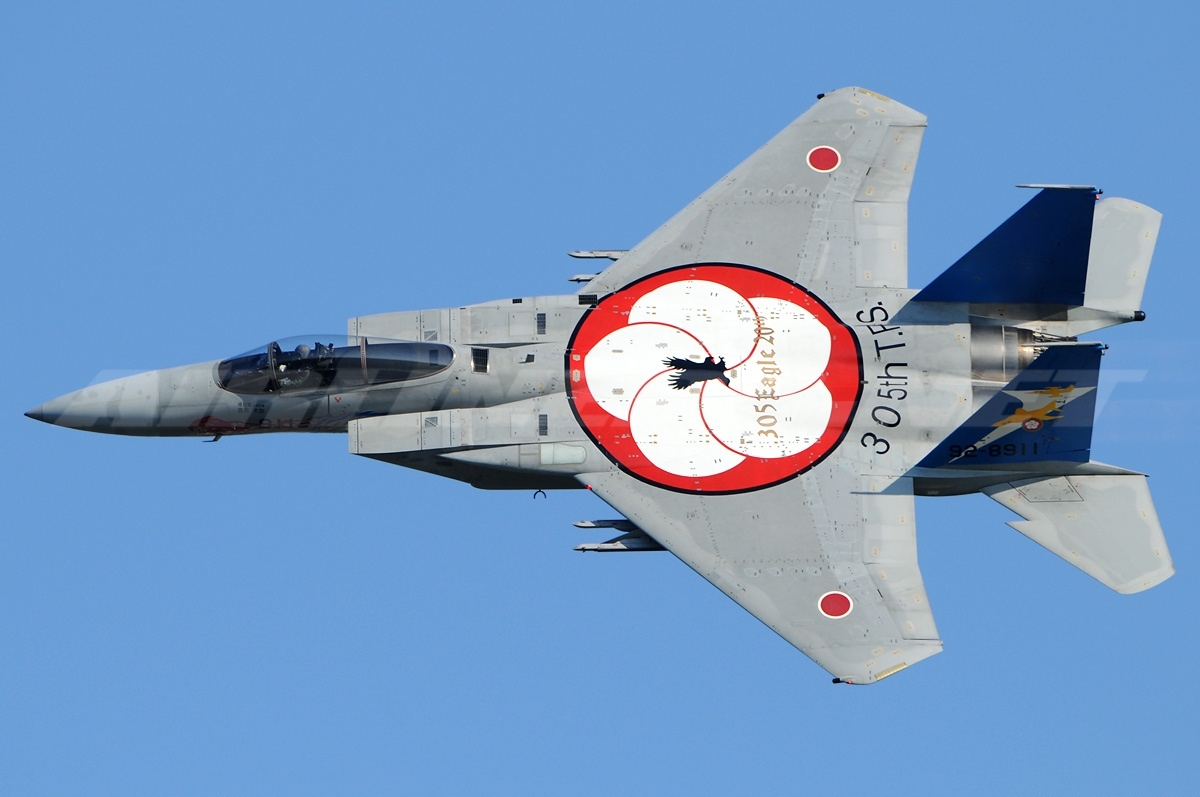
梅の花のペイントを施した航空自衛隊のF-15J
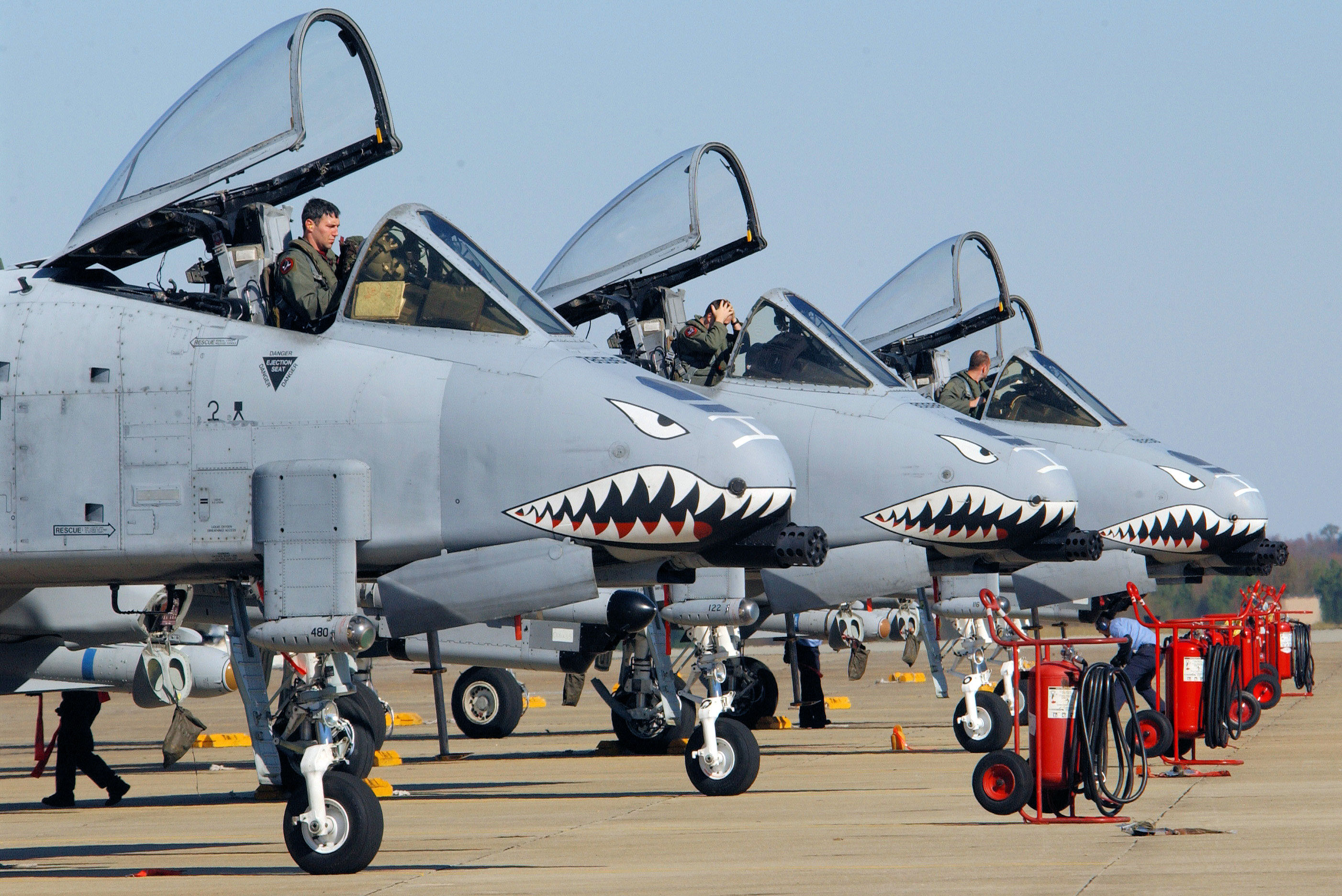
シャークマウスをペイントしたA-10（第23航空団所属機）
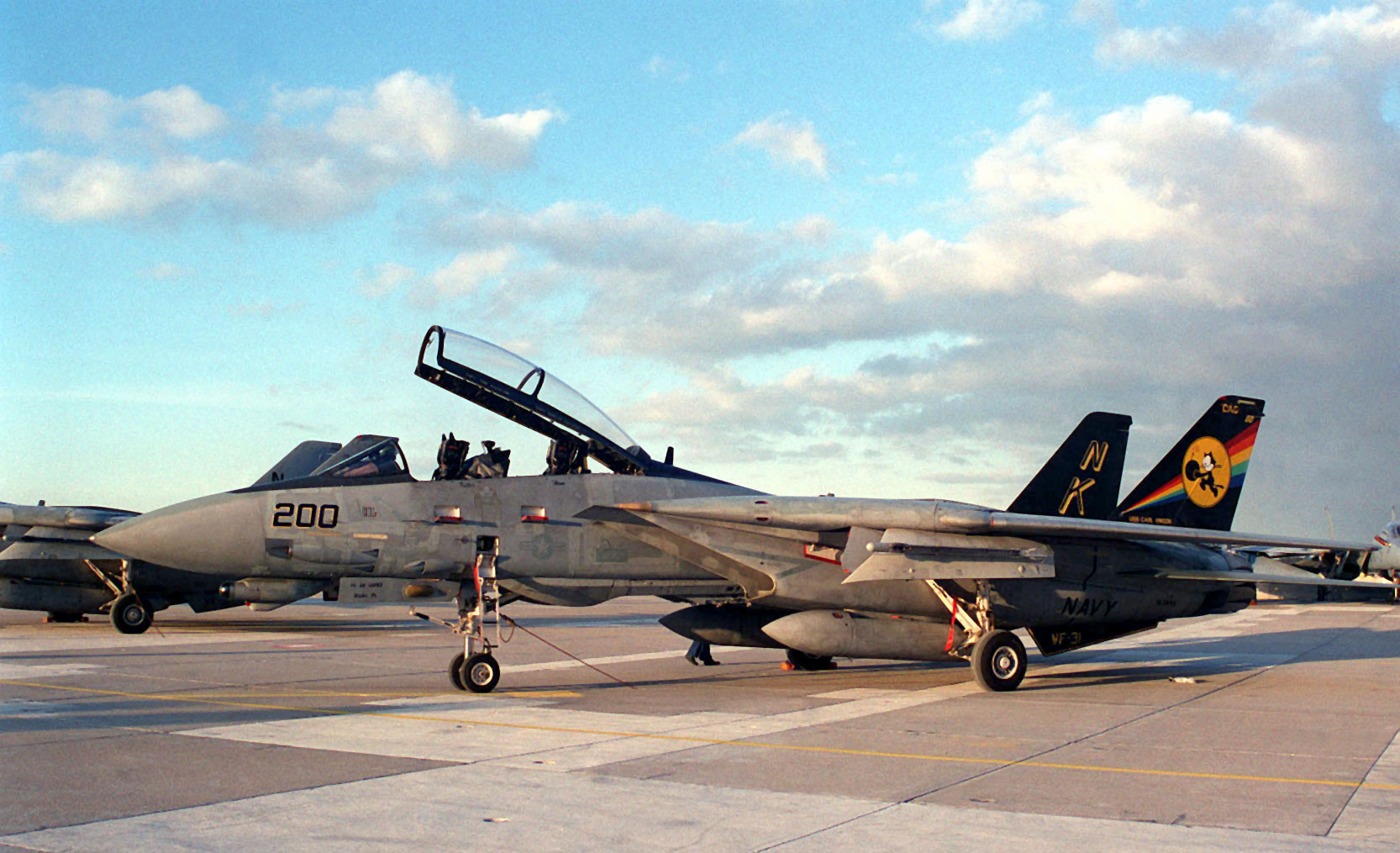
アメリカ海軍のF-14

### 旧東側諸国

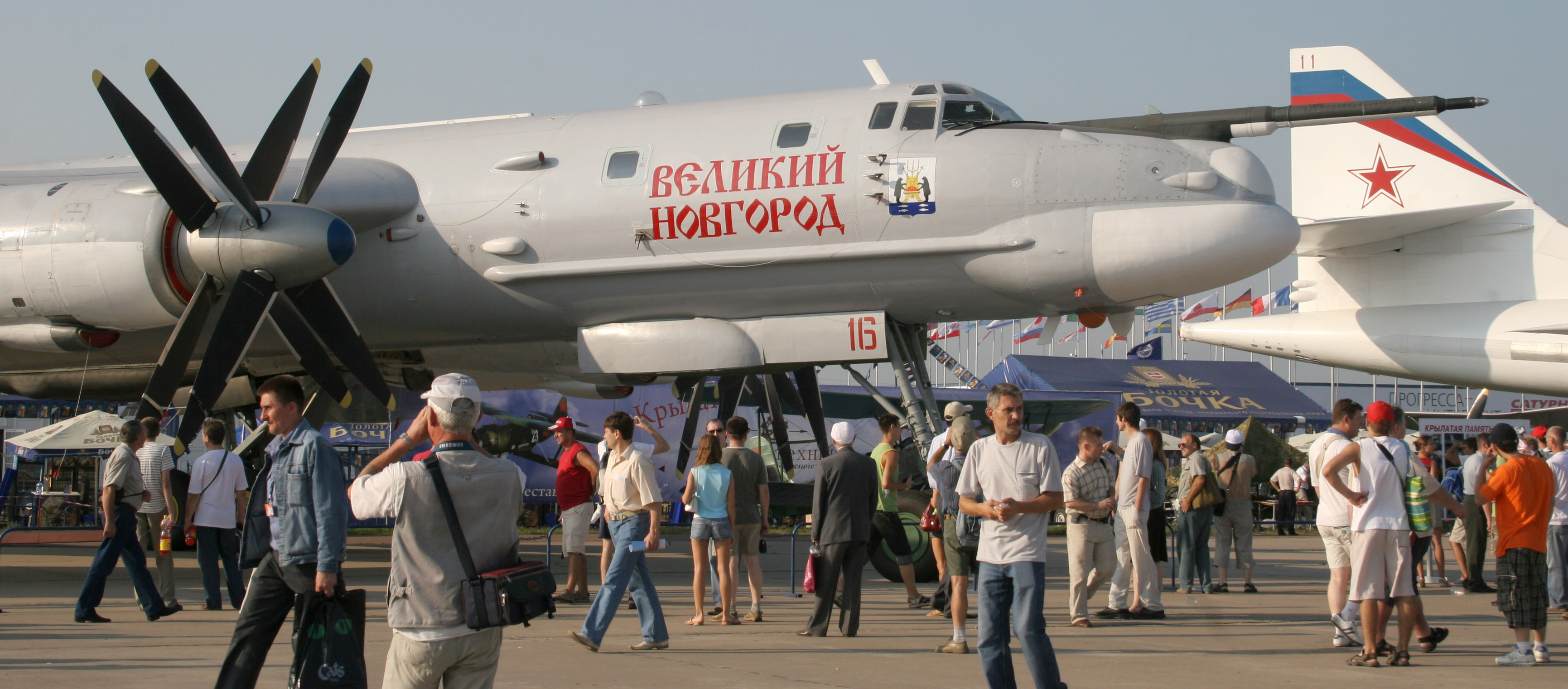
文字による装飾の例。ロシア空軍のTu-95MSで、ロシアの都市「大ノヴゴロド」の名が書かれている。その機首寄りには同市の市章も描かれている

旧東側諸国で最も知られたノーズアートは、ソ連空軍のアグレッサー部隊に所属したMiG-23MLDとMiG-29に描かれたシャークマウスである。もともとソ連ではロシア革命の頃から機体にスローガンやイラストを装飾することが広く見られ、ロシア内戦や独ソ戦では自身の所属や主張を示すため派手な装飾を機体に施した。その伝統はソビエト連邦の崩壊後にさらに多様化することとなった（なお、この伝統はロシア帝国時代にまで遡る。ロシア帝国軍でも機体に絵や文字、図形による派手なマーキングを行っており、イリヤー・ムーロメツのような爆撃機に至っては、「空中軍艦」扱いであったことから機首に軍艦に付けるような紋章彫刻を施していた）。なお、ソ連軍で多く見られた親衛隊章は派手なものであり、かつての貴族時代のノーズアートのようにステータスを表す装飾となっていた面もある。また、設計局のマークはよく図案化されたもので、これもノーズアートのような外観をなしていた。
ロシア空軍では、ヨーロッパ戦勝50周年記念塗装仕様のSu-27のようにシャークマウスを描いた例が広く見られるが、比較的ミグ製の航空機に多い。エンゲリス基地のTu-160やTu-95MSのような戦略爆撃機には、原則として機首に著名人物の名が装飾付きで描かれている。この他、ストリージやルースキエ・ヴィーチャズィのような展示飛行チームには派手な塗装が施されているが、これ自体はノーズアートには含められない。
ウクライナやベラルーシでもノーズアートは見られる。ベラルーシ空軍及び防空軍では比較的少なく、Su-25に目玉が描かれているくらいである。垂直尾翼に風に棚引く国旗をあしらったMiG-29BMが存在するが、控えめなノーズアートである。一方、ウクライナ空軍でのノーズアートはバリエーションが多い。その筆頭は1992年のウクライナ独立記念塗装機で、MiG-29 9-13とMiG-29UBそれぞれ1機がウクライナ系移民の多いカナダを訪問した。これ以外に、国内では虎の絵を描いたMiG-29が特に知られていたが、2008年現在1機を残しすべて退役している。退役した内の1機はキエフの航空博物館に展示されていたが、2006年にスポンサーのための塗装に塗りなおされ虎の絵は現存しない。他に知られているのはウクライナ出身のソ連時代の人気俳優レオニード・ブィーコウの名と楽譜を描いた機体で、初代はウクライナ防空軍のSu-15TM、2代目は同じく防空軍のMiG-29 9-12、現在は空軍所属（空軍と防空軍は統合された）のヴァスィーリキウ基地のMiG-29 9-13がこの塗装で活動している。なお、この機体は映画の撮影に使用されたほか、2007年にテレビ放送された軍の広報ミュージック・ビデオにナターリヤ・ヴァレーウシカの歌で登場している。空軍司令部のあるヴィーンヌィツャの航空博物館に展示されている同じ仕様のSu-15TMはこの特別塗装のレプリカである。展示飛行チームのウクライィーンスィキ・ソーコルィ所属機は、機首に鷹（「ソーコルィ」は「鷹」の複数形）のシルエットを描いていた。これらの他にも多数のノーズアートを描かれた機体が存在するが、国外ではほとんど知られていない。
旧ソ連の衛星共和国では、ソ連崩壊によるソ連の頚木からの解放を祝って一時西側空軍のものを真似たノーズアートが流行した。ピンナップ・ガールを描いたチェコスロバキア空軍のMiG-21は、その代表例である。その後、各国とも自己流に回帰したが、大抵は航空ショーのようなイベントの際に臨時に施されるものとなっている。東ドイツの国家人民軍所属機は、西ドイツと統合された際に多くの機体が派手な記念塗装を行った。その内、1機のSu-22M4がシャークマウスならぬタイガーマウスを描いている。ブルガリア空軍のMiG-23の一部は機首にシャークマウスを描いていたが、その一部のMiG-23MLDがシャークマウスを描いたままコートジボワールへ輸出されている。なお、コートジボワールはシャークマウスを描いたSu-25も保有していたが、これをフランス軍に破壊されたためにブルガリアよりMiG-23MLDを購入したという経緯がある。
機体によりノーズアートの見られる頻度は異なる。Mi-24はノーズアート（特にシャークマウス）を描かれることがしばしばあるヘリコプターであり、他国へ輸出された機体を含め多くのバリエーションが見られる。逆に、Mi-8は機首にガラス面が多く取られていてノーズアートを描きにくいこともあり、しばしばともに運用されるMi-24よりはノーズアートは見られることは少ない。この他、Su-25やL-29もノーズアートの多く見られる機体である（多くは、カラスや鷹といった鳥類の絵を描いている）。

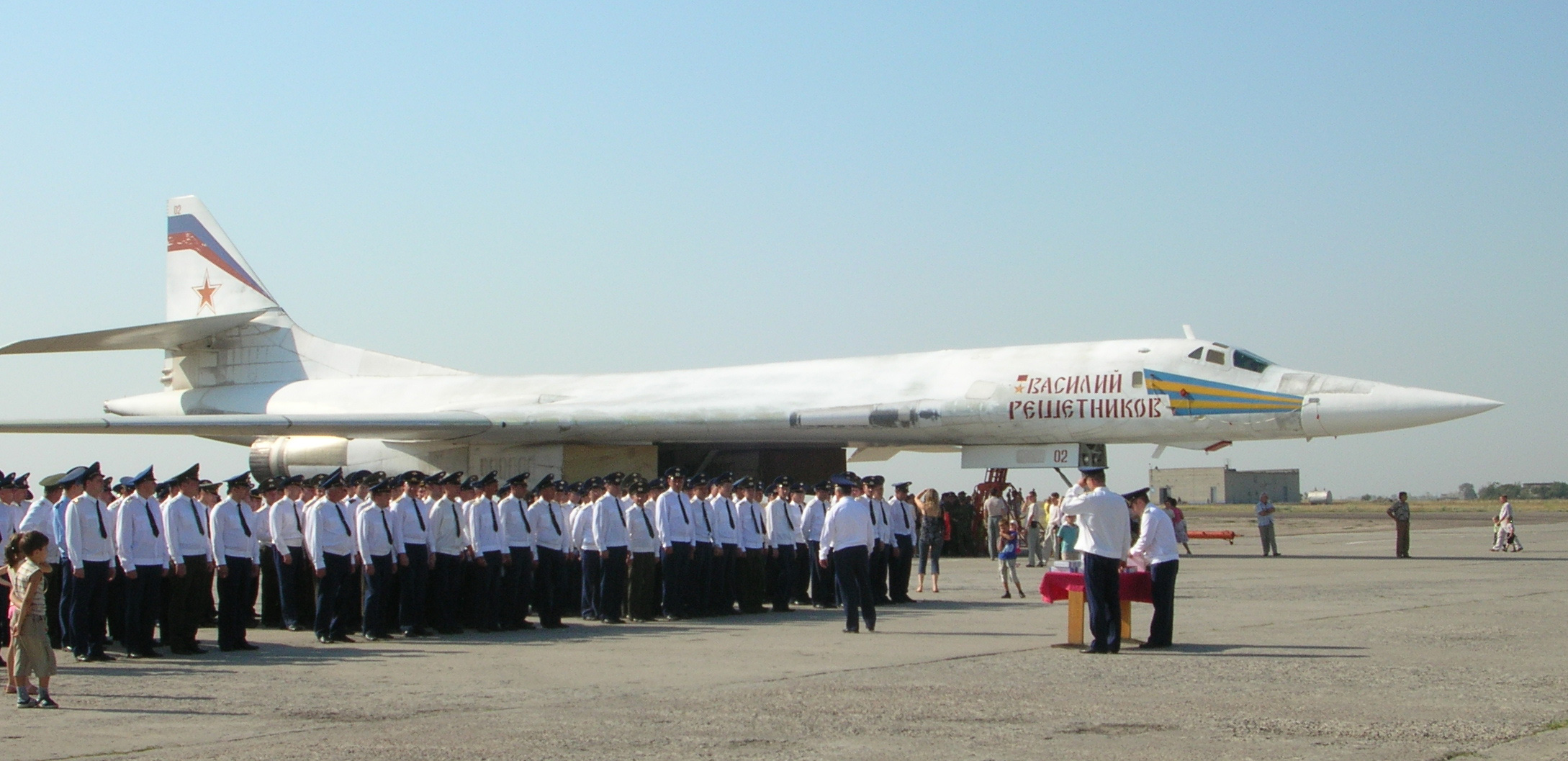
文字と図形による装飾の例。ロシア空軍のTu-160で、「ヴァシーリイ・レシェートニコフ」という俳優の名が書かれている。尾翼にも国旗色のデザインが見られる
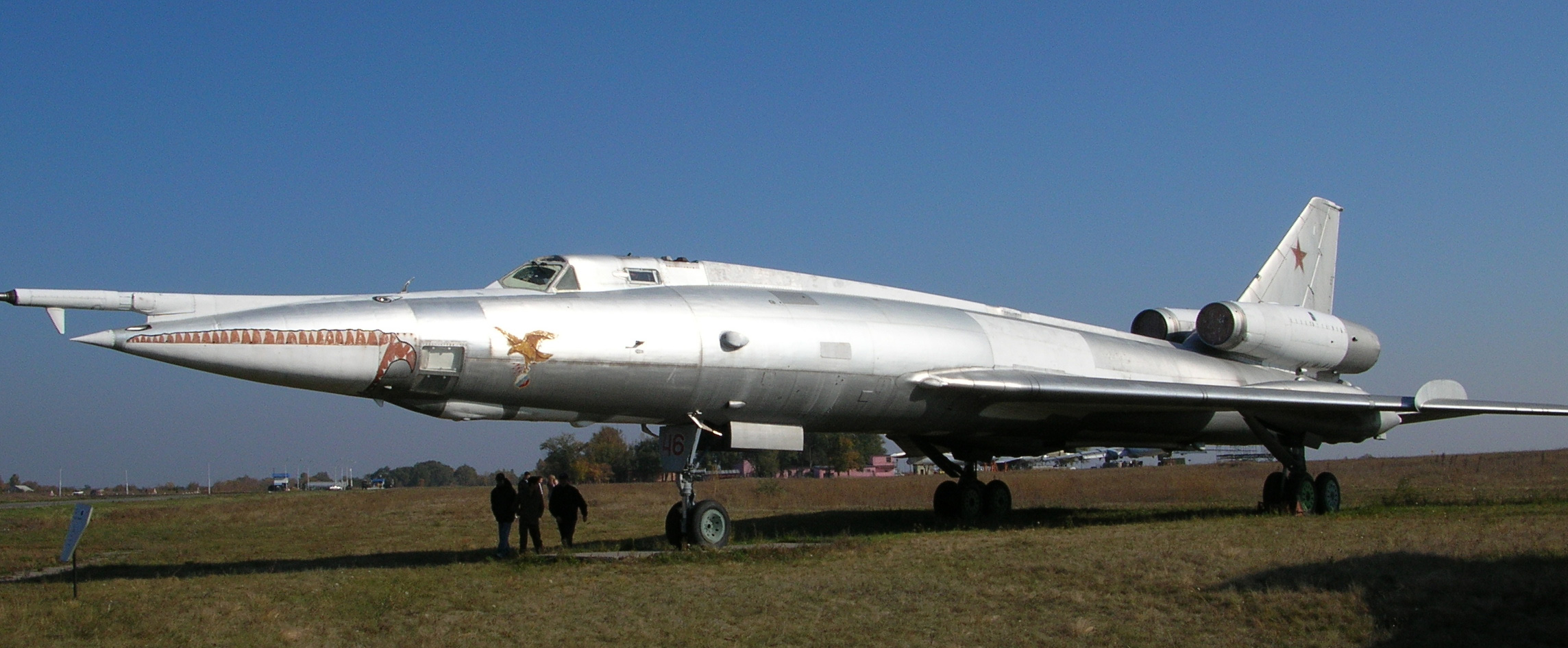
エンゲリスのTu-22PDに描かれたシャークティース
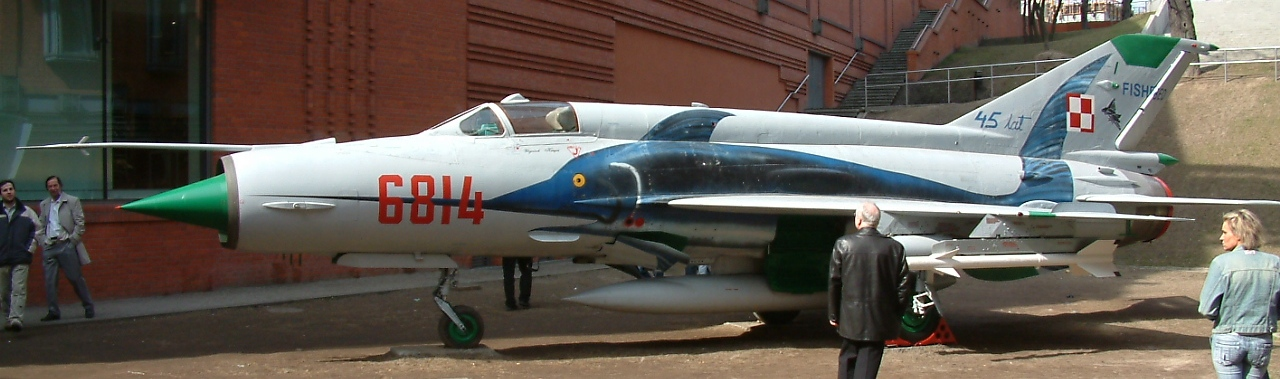
メカジキを描いたポーランド空軍のMiG-21MF
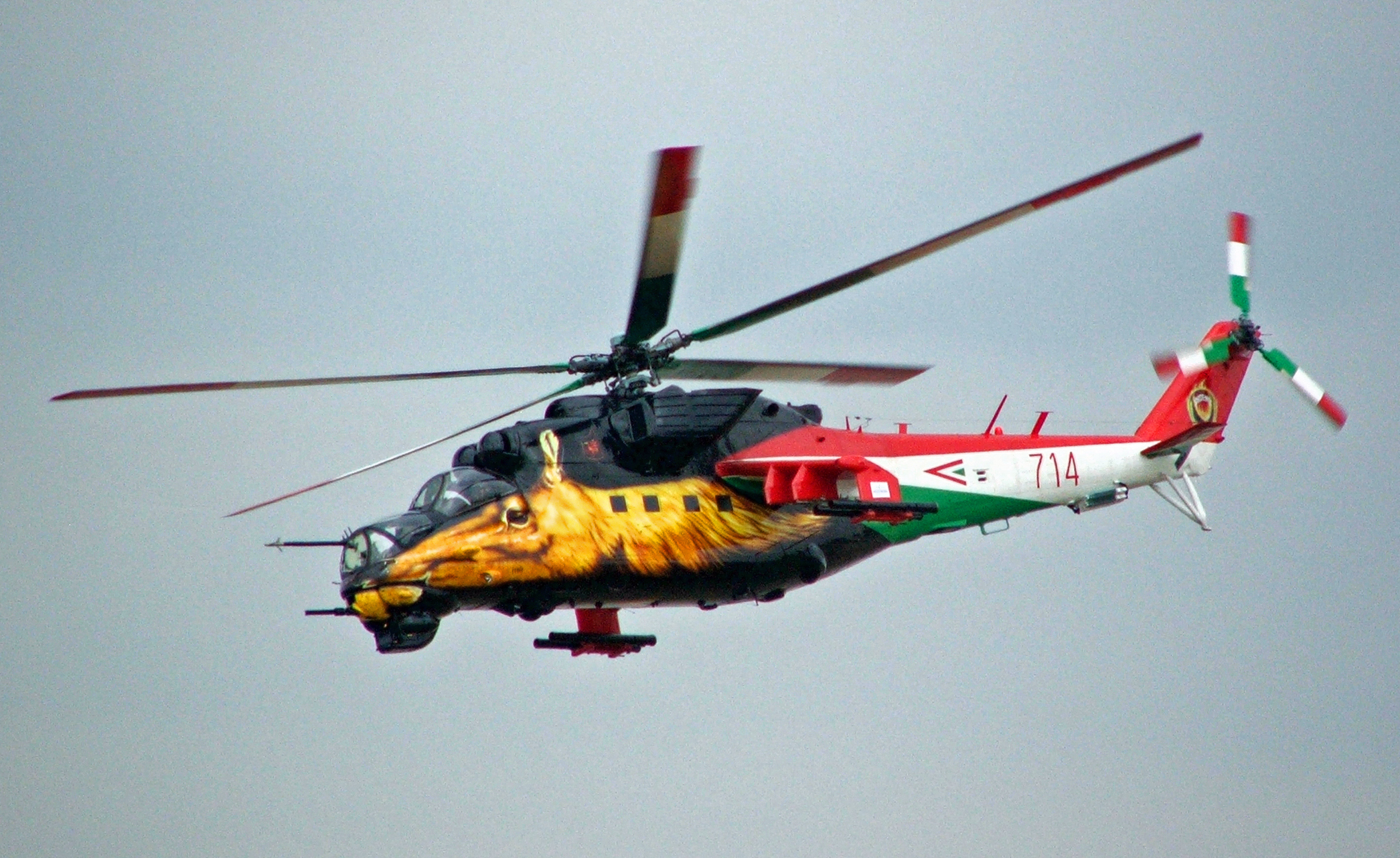
航空ショーにおいて、駻馬を描いた特別塗装で飛行するハンガリー空軍のMi-24V。

### 民間機
民間機でも、数は軍用機より少ないが、ノーズアートは見られる。また、アートというほどではなくても機首にその機体の名称（愛称）を記した機体は多数存在する。一般に、旅客機では航空会社の統一された機体デザインを崩すような派手なノーズアートは邪魔になる可能性がある。逆に、キャンペーンなどで機体にノーズアートが描かれることもある。日本では、マリンジャンボが現代におけるその最初の例となっている。ただ、マリンジャンボのような機体はあまりにマーキング範囲が広く、ノーズアートというよりは全体的な特別塗装機と捉えることもできる。
曲技飛行やエアレースでは観客の目を引くためノーズだけではなく全体に派手な塗装を施すのが一般的であり、リノ・エアレースでは参加機が現役だった第二次大戦中のノーズアートを意識したデザインとする選手もいる。レッドブル・エアレース・ワールドシリーズではチームや選手にスポンサーが付いており機首や主翼に企業ロゴが、尾翼には選手の国旗が描かれる。
個人向けの小型機では白地にラインが入るデザインが主流であったが、シーラス・エアクラフトなど高級プライベート機を販売する会社では、色や図柄を詳細にカスタマイズできるサービスにより同型機を購入した他者と差別化を図れるようになっている。

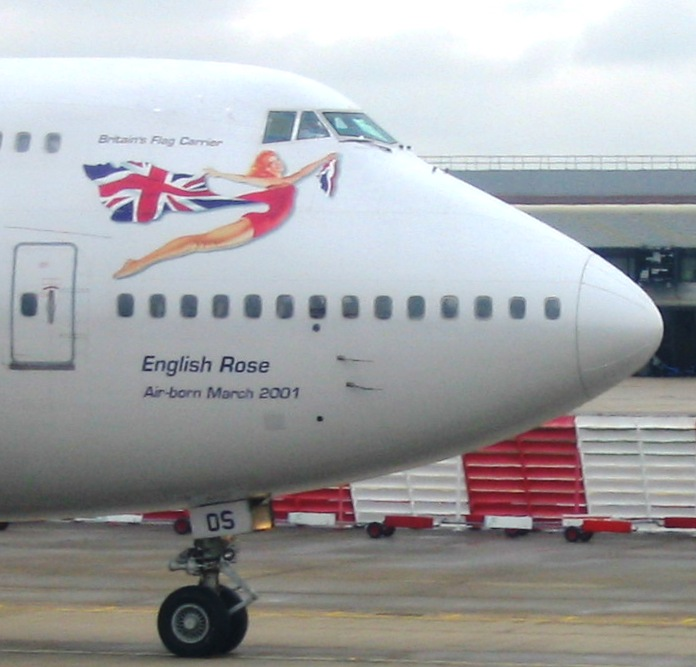
ヴァージン・アトランティック航空のボーイング747旅客機。「イングリッシュ・ローズ」という機体名称の上に、空飛ぶ処女の絵が描かれている
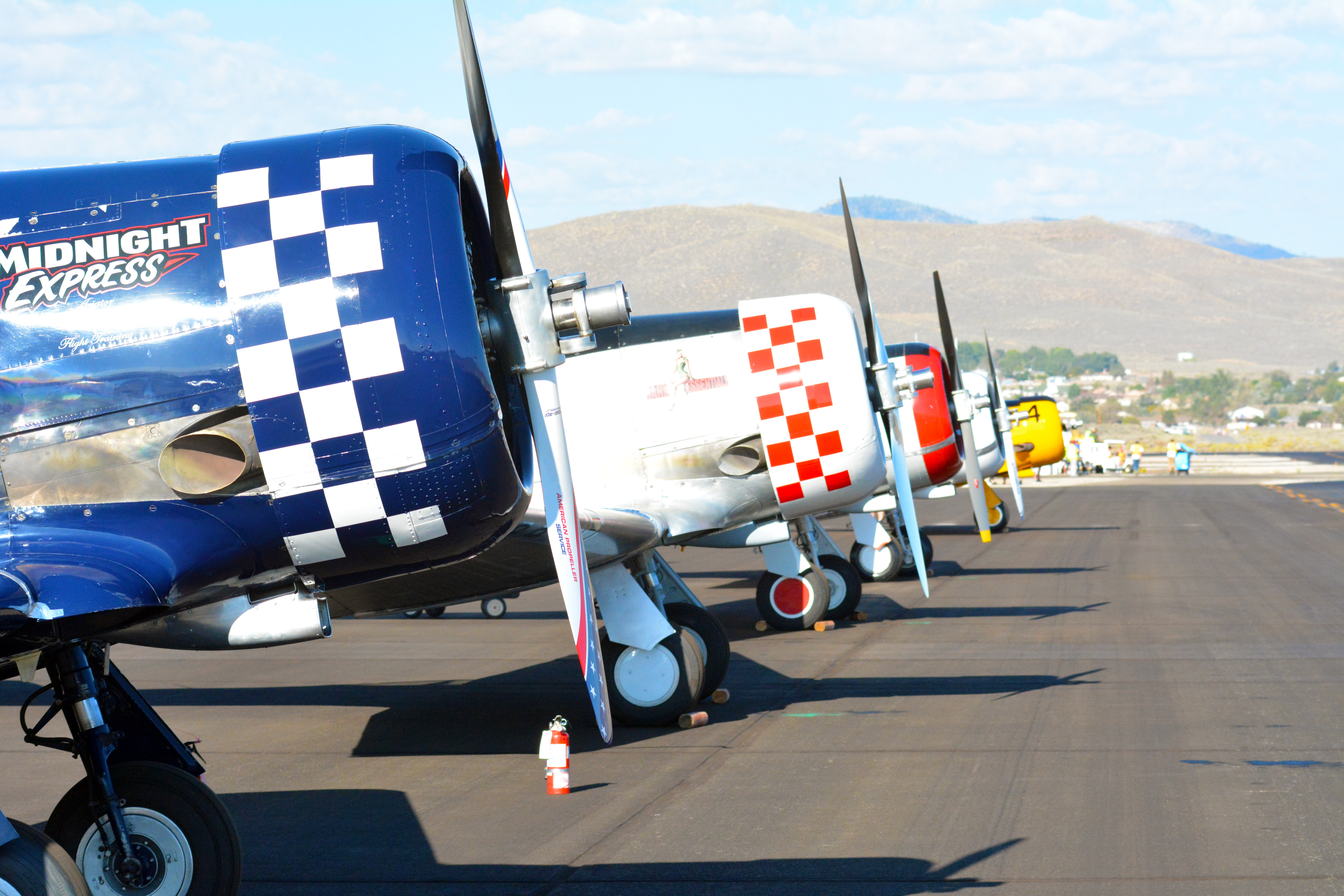
T-6のノーズアート（リノ・エアレース）
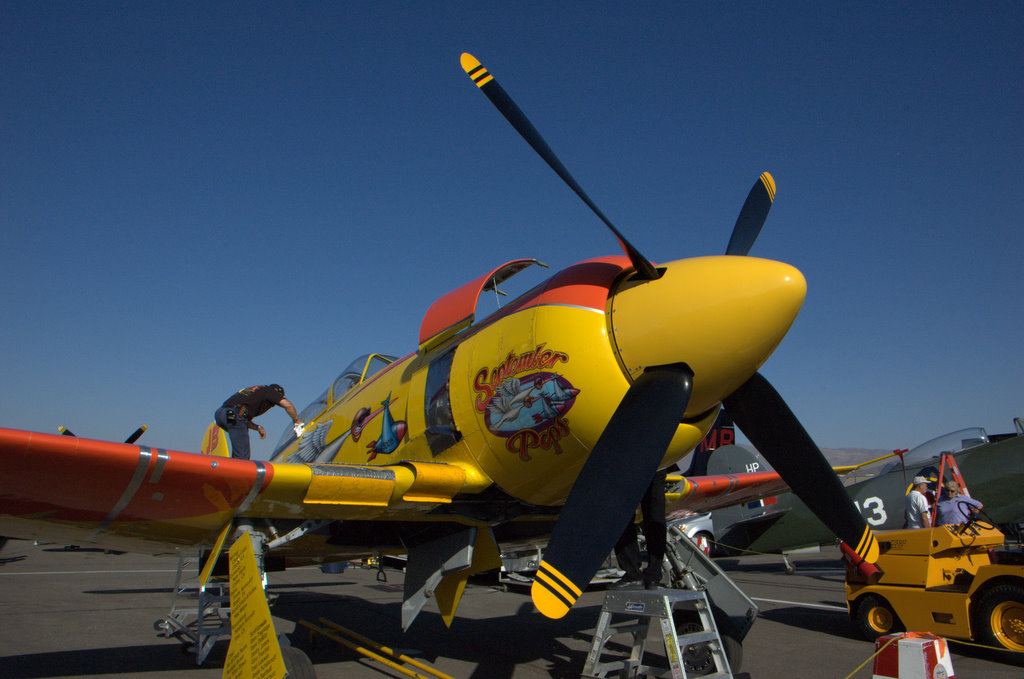
オリジナルロゴを機種に描いたホーカー シーフューリー改造機（リノ・エアレース）
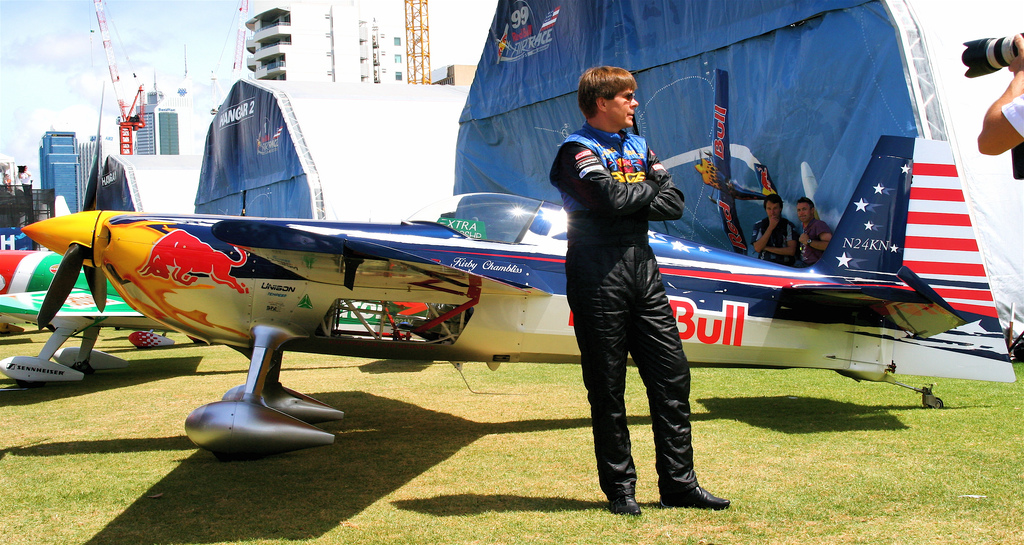
レッドブルカラーで塗装され機首に企業ロゴ、尾翼に国旗を配したジブコ エッジ540（レッドブル・エアレース）
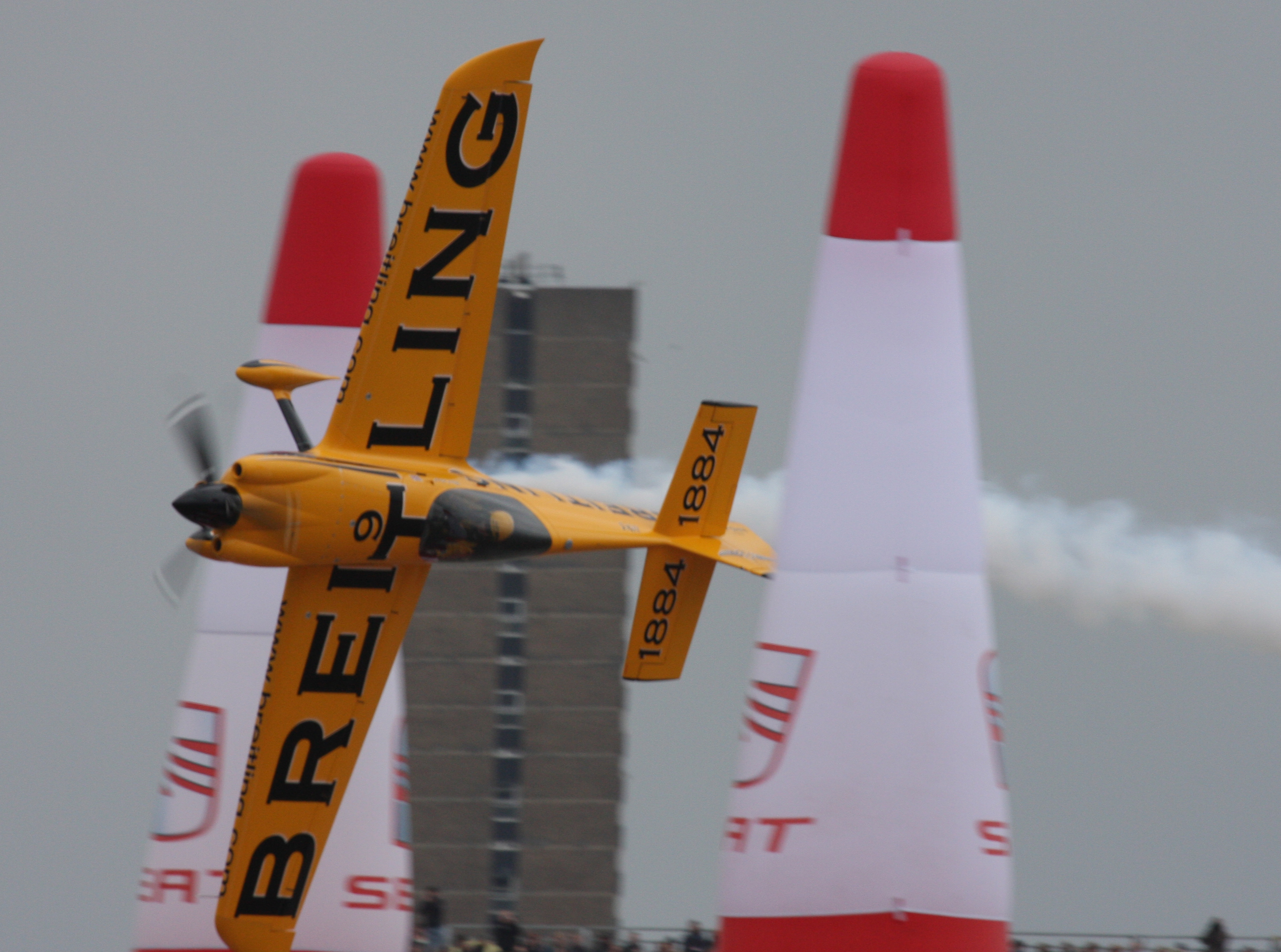
チームスポンサーであるブライトリングカラーに塗装されたナイジェル・ラムのMXS-R
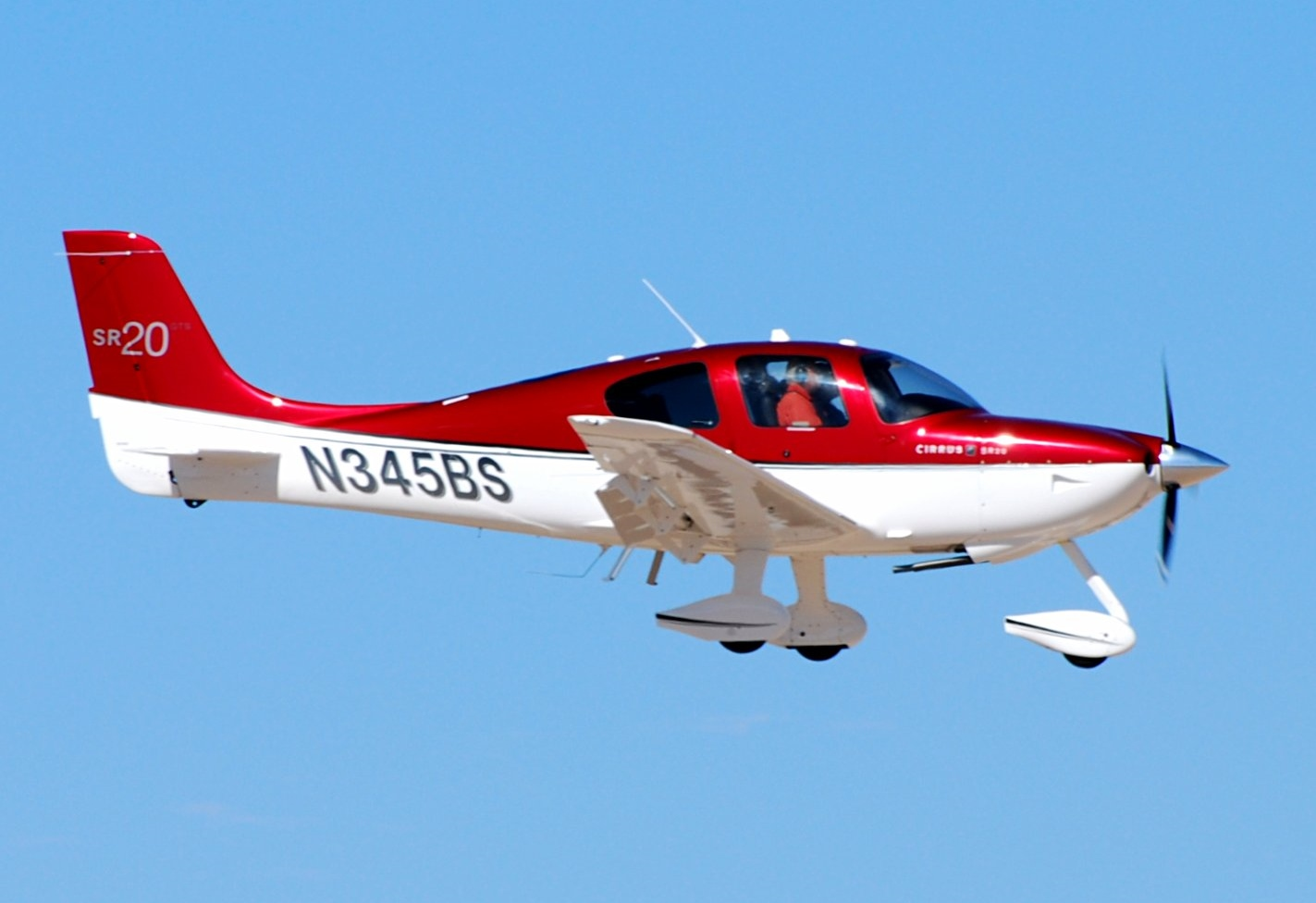
カラーをカスタマイズしたシーラス・エアクラフトのSR20